# مطبخ هندي
المطبخ الهندي يتكون من مجموعة متنوعة من المأكولات الإقليمية والتقليدية المحلية في شبه القارة الهندية. نظرًا للتنوع في التربة والمناخ والثقافة والمجموعات العرقية والمهن، تتنوع هذه المأكولات بشكل كبير وتستخدم التوابل والأعشاب والخضروات والفواكه المتوفرة محليًا.
المطبخ الهندي يتميز بتنوع أطباقه وكثرة التوابل فيه لذا تتمتع بروائح زكية ومميزة عن الأطعمة الأخرى لذلك يفضل معظم الطهاة هذا المجال فهو سهل الممارسة كما يستعمل الهنديون ورق الكاري الذي يتمتع بمذاق حار والأرز وقد عرفوا بطبق أرز الكاري ودجاج الكاري، والدجاج التندوري.
يتأثر الطعام الهندي أيضًا بشكل كبير بالدين، ولا سيما الهندوسية والإسلام، والخيارات والتقاليد الثقافية.
لعبت الأحداث التاريخية مثل الغزوات والعلاقات التجارية والاستعمار دورًا في إدخال بعض الأطعمة إلى هذا البلد. جلب الاكتشاف الكولومبي للعالم الجديد عددًا من الخضروات والفواكه الجديدة إلى الهند. أصبح عدد من هذه العناصر مثل البطاطس والطماطم والفلفل والفول السوداني والجوافة عناصر أساسية في العديد من مناطق الهند.
شكل المطبخ الهندي تاريخ العلاقات الدولية. كانت تجارة التوابل بين الهند وأوروبا الحافز الأساسي لعصر الاكتشاف في أوروبا. تم شراء التوابل من الهند وتداولها في جميع أنحاء أوروبا وآسيا. أثر المطبخ الهندي على المأكولات الأخرى في جميع أنحاء العالم، لا سيما تلك الموجودة في أوروبا (خاصةً بريطانيا) والشرق الأوسط وجنوب إفريقيا وشرق إفريقيا وجنوب شرق آسيا وأمريكا الشمالية وموريشيوس وفيجي وأوقيانوسيا ومنطقة البحر الكاريبي.

## التاريخ
يعكس المطبخ الهندي تاريخًا يمتد لـ 8000 عام من مجموعات وثقافات مختلفة تتفاعل مع شبه القارة الهندية، مما يؤدي إلى تنوع النكهات والمأكولات الإقليمية الموجودة في الهند الحديثة. في وقت لاحق، أضافت التجارة مع النفوذ البريطاني والبرتغالي إلى المطبخ الهندي المتنوع بالفعل.

### عصور ما قبل التاريخ وحضارة وادي السند
بعد 9000 قبل الميلاد، يبدو أن الفترة الأولى من الاتصالات غير المباشرة بين الهلال الخصيب ووادي السند (IV) قد حدثت كنتيجة لثورة العصر الحجري الحديث وانتشار الزراعة. حوالي 7000 قبل الميلاد، انتشرت الزراعة من الهلال الخصيب إلى وادي السند، وبدأت زراعة القمح والشعير. تم تدجين السمسم والأبقار الحدباء في المجتمعات الزراعية المحلية. مهرجاره هي واحدة من أقدم المواقع التي ظهرت فيها أدلة على الزراعة والرعي في جنوب آسيا. من حوالي 4500 إلى 1900 قبل الميلاد، كان حكام بلاد ما بين النهرين السفلى من السومريين الذين تحدثوا لغة غير هندو أوروبية وغير سامية، وربما جاءوا في البداية من الهند وربما كانوا مرتبطين بالسكان الدرافيديين الأصليين في الهند.
بحلول عام 3000 قبل الميلاد، تم حصاد الكركم والهيل والفلفل الأسود والخردل في الهند.
من حوالي 2350 قبل الميلاد، عُثِّر على أدلة على الواردات من نهر السند إلى أور في بلاد ما بين النهرين، وكذلك رؤوس القرنفل التي يعتقد أنها نشأت من جزر الملوك في البحر جنوب شرق آسيا في موقع الألفية الثانية قبل الميلاد في تيرقا. الإمبراطورية الأكدية سجلات تذكر الأخشاب، والعقيق والعاج كما يتم استيرادها من ملوحة السفن ينظر إليه عادة باعتباره اسم بلاد ما بين النهرين للحضارة وادي السند.

### العمر الفيدي
يذكر النص الهندوسي القديم ماهابهاراتا الأرز والخضروات المطبوخين معًا، وتستخدم كلمة «بولاو» أو «بالاو» للإشارة إلى الطبق في الأعمال السنسكريتية القديمة، مثل الأيورفيدا، نظام العافية الهندي القديم، يتعامل مع نهج شمولي للعافية، ويشمل الطعام والديانا (التأمل) واليوغا.

### العصور القديمة
يتكون النظام الغذائي المبكر في الهند بشكل أساسي من البقوليات والخضروات والفواكه والحبوب ومنتجات الألبان والعسل.  تشمل الأطعمة الأساسية التي يتم تناولها اليوم مجموعة متنوعة من العدس (دال) ودقيق القمح الكامل والأرز والدخن اللؤلؤي (باجرا)، والتي تمت زراعتها في شبه القارة الهندية منذ 6200 قبل الميلاد.
مع مرور الوقت، اعتنقت شرائح من السكان النظام النباتي خلال حركة سمنية  بينما سمح المناخ العادل بزراعة مجموعة متنوعة من الفواكه والخضروات والحبوب على مدار العام.
نظام تصنيف المواد الغذائية التي تصنف أي البند كما ساتفيك، راجاسيتش، أو تاماسيك المتقدمة في اليوغا التقليد. تحظر البهاغافاد غيتا بعض الممارسات الغذائية (الفصل 17، الآيات 8-10).
يعتبر استهلاك لحوم البقر من المحرمات، بسبب اعتبار الأبقار مقدسة في الهندوسية. لا يأكل الهندوس عمومًا لحوم البقر في الهند باستثناء ولاية كيرالا وأجزاء من جنوب تاميل نادو والشمال الشرقي.

### الأطعمة المذكورة في الكتاب المقدس الهندي القديم

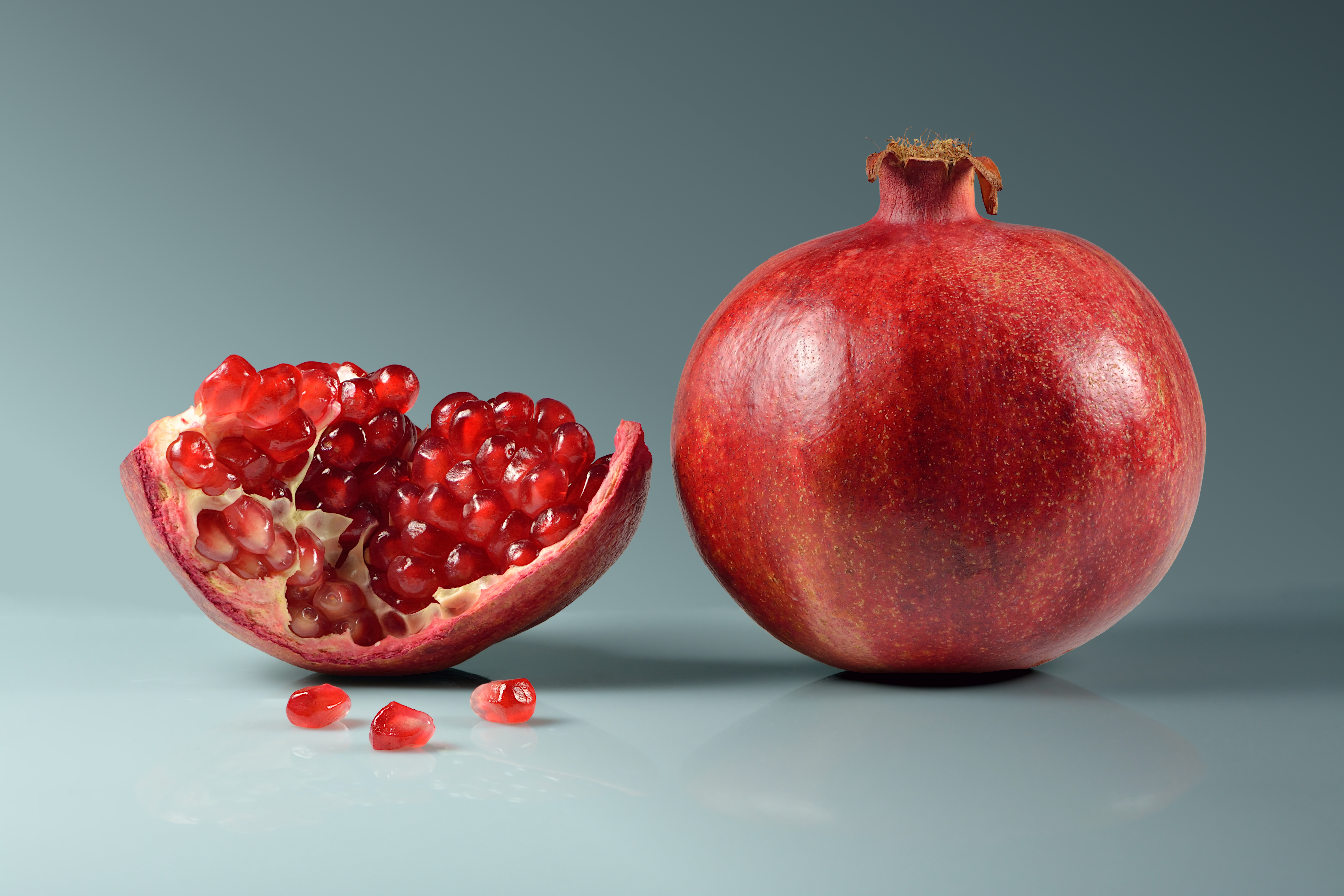
رمان

في حين فُقدت العديد من الوصفات الهندية القديمة في التاريخ، يمكن للمرء أن ينظر إلى النصوص القديمة لمعرفة ما تم تناوله في الهند القديمة وما قبل التاريخ.
- تم ذكر الشعير [19] - (المعروف باسم يافا في كل من الفيدية والسنسكريتية الكلاسيكية) عدة مرات في ريجفدا وغيرها من الكتب المقدسة الهندية باعتبارها واحدة من الحبوب الرئيسية في الهند القديمة
- أوراق التنبول [20] الاستخدام الأساسي هو غلاف لمضغ جوز الأريقة أو التبغ، حيث يتم استخدامه بشكل أساسي لإضافة النكهة؛ يمكن استخدامها أيضًا في الطهي، وعادة ما تكون نيئة، لمذاقها الفلفلي
- الخبز - الفطائر وتدعى جيف كادج فودي في الكونكانية [21] أو كاداشكا المقلية [22] في المالايالامية تعتبر طعاما شهيا في الساحلية كارناتاكا وكيرالا
- الحمص [23] الأطباق الشعبية المصنوعة من دقيق الحمص، مثل ميرشي باجي وميراباكايا باجي
- اللبن الرائب - الزبادي التقليدي أو منتج الحليب المخمر، مصدره شبه القارة الهندية، وعادة ما يتم تحضيره من حليب البقر، وأحيانًا حليب الجاموس، أو حليب الماعز
- التين [19] يُزرع من أفغانستان إلى البرتغال، ويُزرع أيضًا في بيثوراجاره في تلال كومون في الهند؛ من القرن الخامس عشر فصاعدًا، نمت أيضًا في مناطق تشمل شمال أوروبا والعالم الجديد
- السمن - فئة من الزبدة الموضحة نشأت في الهند القديمة، وهي شائعة الاستخدام في شبه القارة الهندية ومأكولات الشرق الأوسط والطب التقليدي والطقوس الدينية
- نبيذ العنب [24] - أول ذكر للنبيذ القائم على العنب في الهند هو من كتابات شاناكيا في أواخر القرن الرابع قبل الميلاد
- العسل [25] - تم توثيق الاستخدام الروحي والمفترض للعسل في الهند القديمة في نصوص الفيدا والأيورفيدا
- المانجو — يتم تمثيل أمبيكا آلهة جاين تقليديًا على أنها جالسة تحت شجرة مانجو
- الخردل [19] - الخردل البني هو نوع من التوابل التي تمت زراعتها في حضارة وادي السند وهو أحد التوابل المهمة المستخدمة في شبه القارة الهندية اليوم
- الرمان - في بعض التقاليد الهندوسية، يرمز الرمان (بالهندية: anār) إلى الرخاء والخصوبة، ويرتبط بكل من بوميدفي (إلهة الأرض) واللورد غانيشا (المولع بالفاكهة ذات البذور المتعددة)
- الأرز - يُزرع في شبه القارة الهندية منذ 5000 عام قبل الميلاد
- كعكة الأرز تتوفر مجموعة متنوعة جدًا [26]
- تفاح الورد - يؤكل بشكل أساسي كفاكهة ويستخدم أيضًا في صنع المخللات (شامباكا عشار)
- الزعفران [27] - ينمو كل الزعفران تقريبًا في حزام من إسبانيا في الغرب إلى كشمير في الشرق
- يعتبر الملح [27] مادة ميمونة للغاية في الهندوسية ويستخدم في احتفالات دينية معينة مثل تدفئة المنزل وحفلات الزفاف. في اليانية، يضع المصلون قربانًا من الأرز الخام مع قليل من الملح أمام إله للدلالة على إخلاصهم، ويتم رش الملح على بقايا جثث الموتى قبل دفن الرماد
- زيت السمسم [27] يحظى بشعبية في آسيا، وخاصة في كوريا والصين وولايات جنوب الهند في كارناتاكا وأندرا براديش وتاميل نادو، حيث يشبه استخدامه على نطاق واسع استخدام زيت الزيتون في البحر الأبيض المتوسط
- الذرة [23] والذرة الرفيعة هي واحدة من المصادر الأساسية للتغذية
- السكر - يُنتج في شبه القارة الهندية منذ العصور القديمة، وانتشرت زراعته من هناك إلى أفغانستان الحديثة عبر ممر خيبر
- قصب السكر [23] - بدأ أول إنتاج معروف للسكر البلوري في شمال الهند. يأتي أقرب دليل على إنتاج السكر من النصوص السنسكريتية والبالية القديمة
- الكركم [24] يستخدم على نطاق واسع كتوابل في جنوب آسيا والشرق الأوسط الطبخ

### العصور الوسطى إلى القرن السادس عشر
خلال العصور الوسطى، كانت العديد من السلالات الهندية سائدة، بما في ذلك سلالة جوبتا. قدم السفر إلى الهند خلال هذا الوقت طرق طهي ومنتجات جديدة في المنطقة، بما في ذلك الشاي.
تعرضت الهند لاحقًا للغزو من قبل قبائل من ثقافات آسيا الوسطى، مما أدى إلى ظهور مطبخ موغلاي، وهو مزيج من المأكولات الهندية وآسيا الوسطى. تشمل السمات المميزة التوابل مثل الزعفران.

### الفترة الاستعمارية
قدم البرتغاليون والبريطانيون خلال فترة حكمهم تقنيات الطبخ مثل الخبز والأطعمة من العالم الجديد وأوروبا. تشمل خضروات العالم الجديد المشهورة في المطبخ من شبه القارة الهندية الطماطم والبطاطا والبطاطا الحلوة والفول السوداني والاسكواش والفلفل الحار. معظم الخضروات العالم جديدة مثل البطاطا الحلوة والبطاطا والقطيفة، والفول السوداني والكسافا أساس ساجو يسمح في الهندوسية أيام الصيام. قدم البريطانيون القرنبيط عام 1822. في أواخر القرن الثامن عشر / أوائل القرن التاسع عشر، ذكرت سيرة ذاتية لروبرت ليندسي اسكتلنديًا عن رجل سيلهتي يُدعى سعيد الله يطبخ الكاري لعائلة ليندسي. ربما يكون هذا هو أقدم سجل للمطبخ الهندي في المملكة المتحدة.

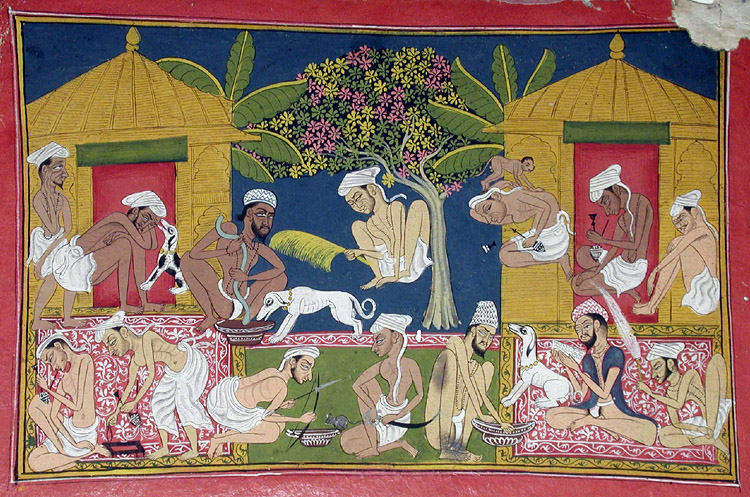
أكلة بهانج  [لغات أخرى]‏ في الهند ج. 1790. بهانج هو أطعمة القنب للقنب موطنه شبه القارة الهندية. تم استخدامه من قبل الهندوس في الطعام والشراب منذ 1000 قبل الميلاد.
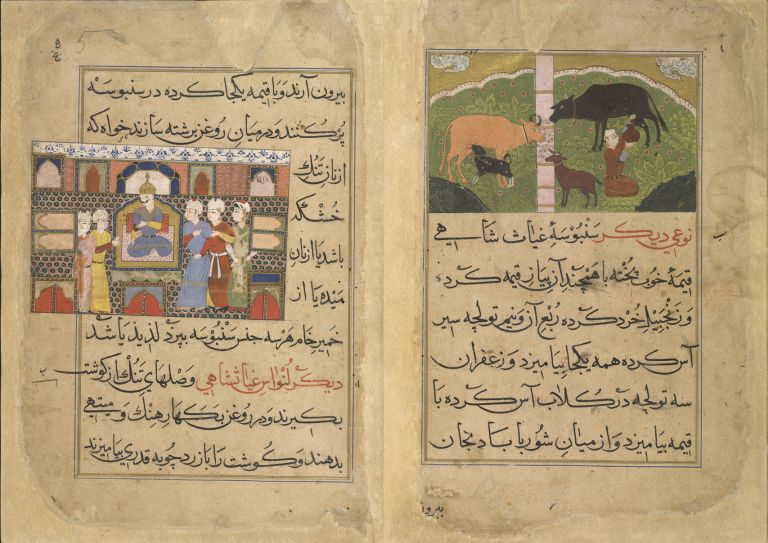
صفحة من Nimatnama-i-Nasiruddin-Shahi كتاب أطايب ووصفات. يوثق فن صنع الخير .
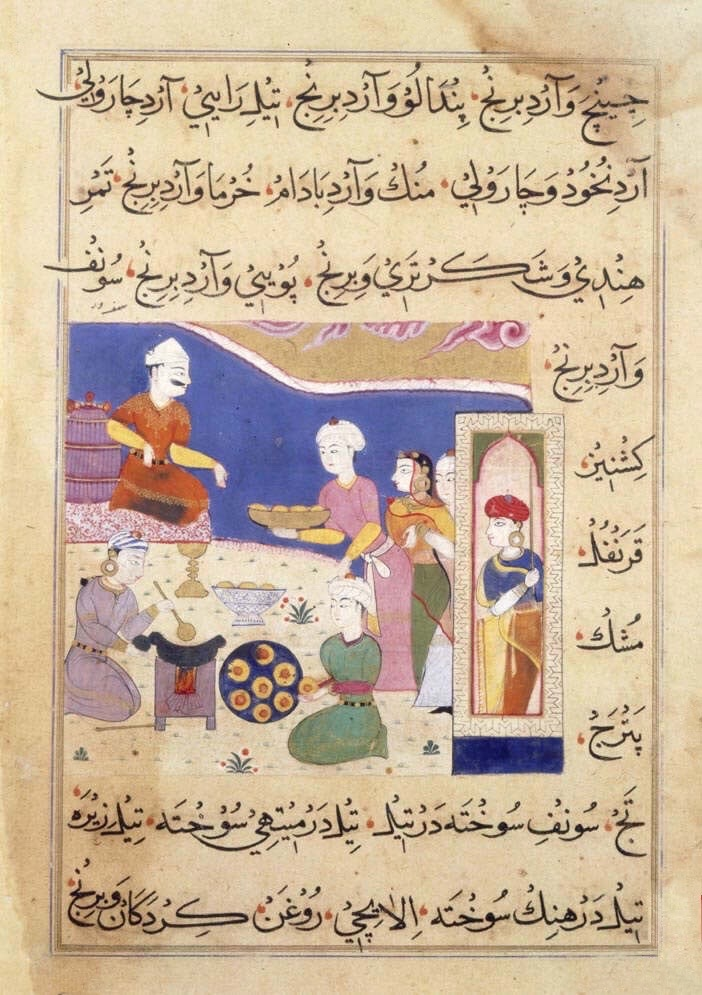
مخطوطة هندية من العصور الوسطى Nimatnama-i-Nasiruddin-Shahi (حوالي القرن السادس عشر) تُظهر السمبوسة التي يتم تقديمها.
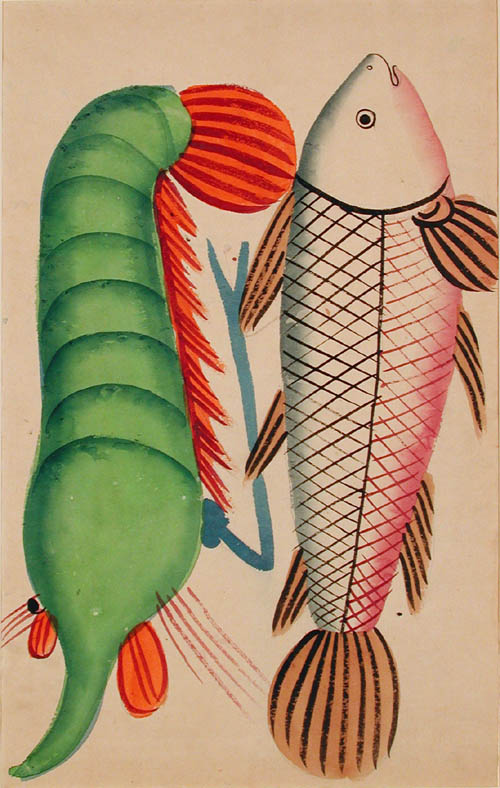
الجمبري مع الروهو الأسماك، Kalighat الرسم. تعتبر أسماك المياه العذبة والقشريات من العناصر الغذائية الأساسية في المناطق الشرقية ، ولا سيما في البنغال.

## المكونات

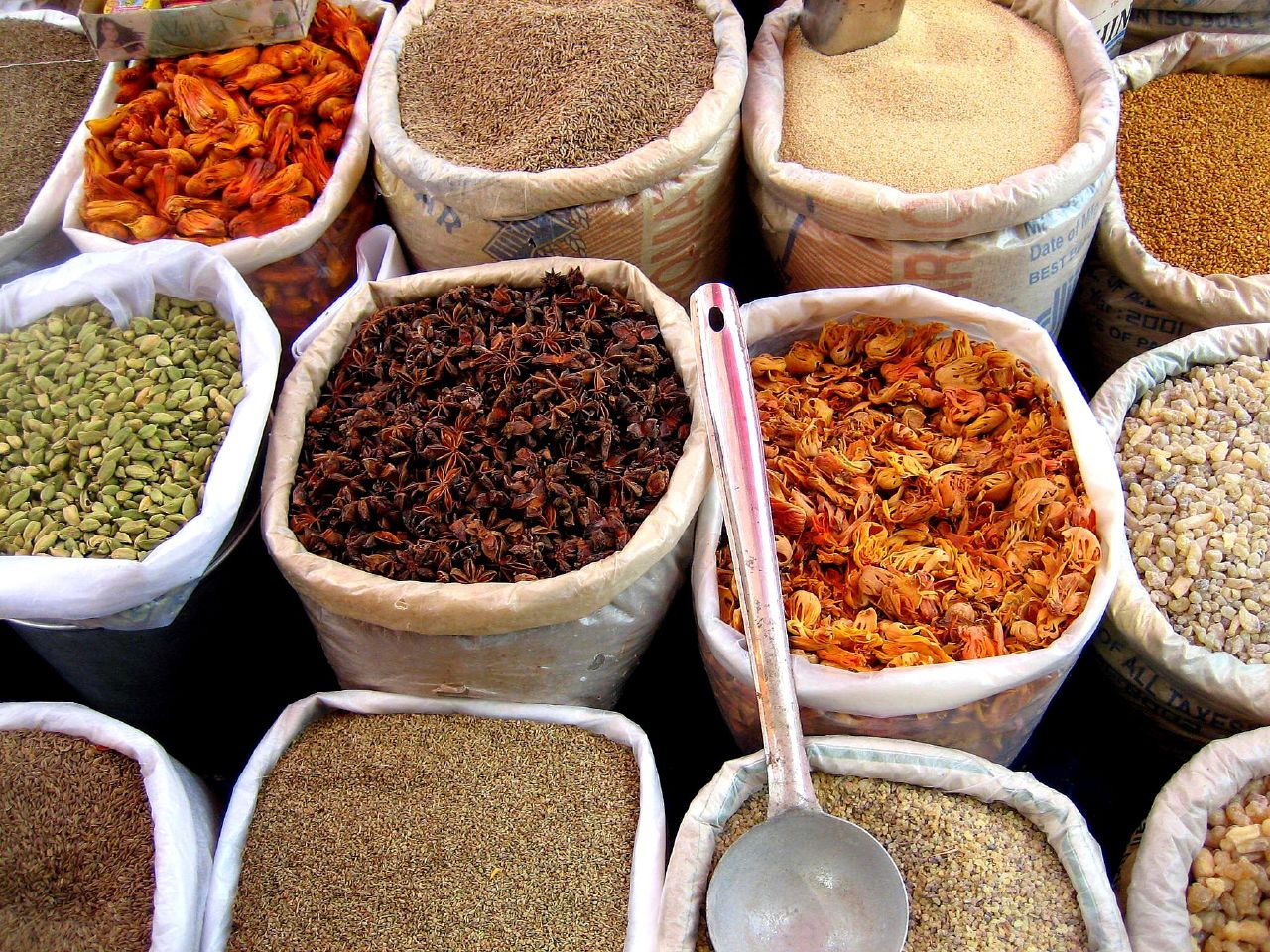
بهارات في محل بقالة في الهند

تشمل الأطعمة الأساسية للمطبخ الهندي الدخن اللؤلؤي (باجرا)، والأرز، ودقيق القمح الكامل، ومجموعة متنوعة من العدس، مثل الماسور (غالبًا العدس الأحمر)، وتوير (البازلاء)، والأوراد (الجرام الأسود)، و (حبوب مونج). يمكن استخدام العدس كاملاً، منزوع الدهن على سبيل المثال، أو منقسم. يستخدم العدس المجروش على نطاق واسع. بعض البقول مثل شانا (الحمص)، الرجمة (الفاصوليا)، و(اللوبية) شائعة جدا، خصوصا في المناطق الشمالية. تتم معالجة تشانا ومونغ أيضًا في دقيق (بيسان).
يتم طهي العديد من الأطباق الهندية بالزيت النباتي، لكن زيت الفول السوداني شائع في شمال وغرب الهند، وزيت الخردل في شرق الهند،  وزيت جوز الهند على طول الساحل الغربي، وخاصة في ولاية كيرالا وأجزاء من جنوب تاميل نادو.   زيت الزنجبيل (السمسم) شائع في الجنوب لأنه يضفي رائحة عطرة وجوزية.
في العقود الأخيرة، أصبحت زيوت عباد الشمس والقرطم وبذور القطن وفول الصويا شائعة في جميع أنحاء الهند. الزيت النباتي المهدرج، المعروف باسم سمن فاناسباتي، هو وسيلة طهي شهيرة أخرى. السمن على أساس الزبدة، أو السمن ده شى، ويستخدم عادة.
تُستخدم العديد من أنواع اللحوم في الطبخ الهندي، لكن الدجاج ولحم الضأن يميلان إلى أن يكونا أكثر اللحوم استهلاكًا. ينتشر استهلاك الأسماك ولحوم البقر في بعض أجزاء الهند، لكن لا يتم استهلاكهما على نطاق واسع باستثناء المناطق الساحلية، وكذلك في الشمال الشرقي.

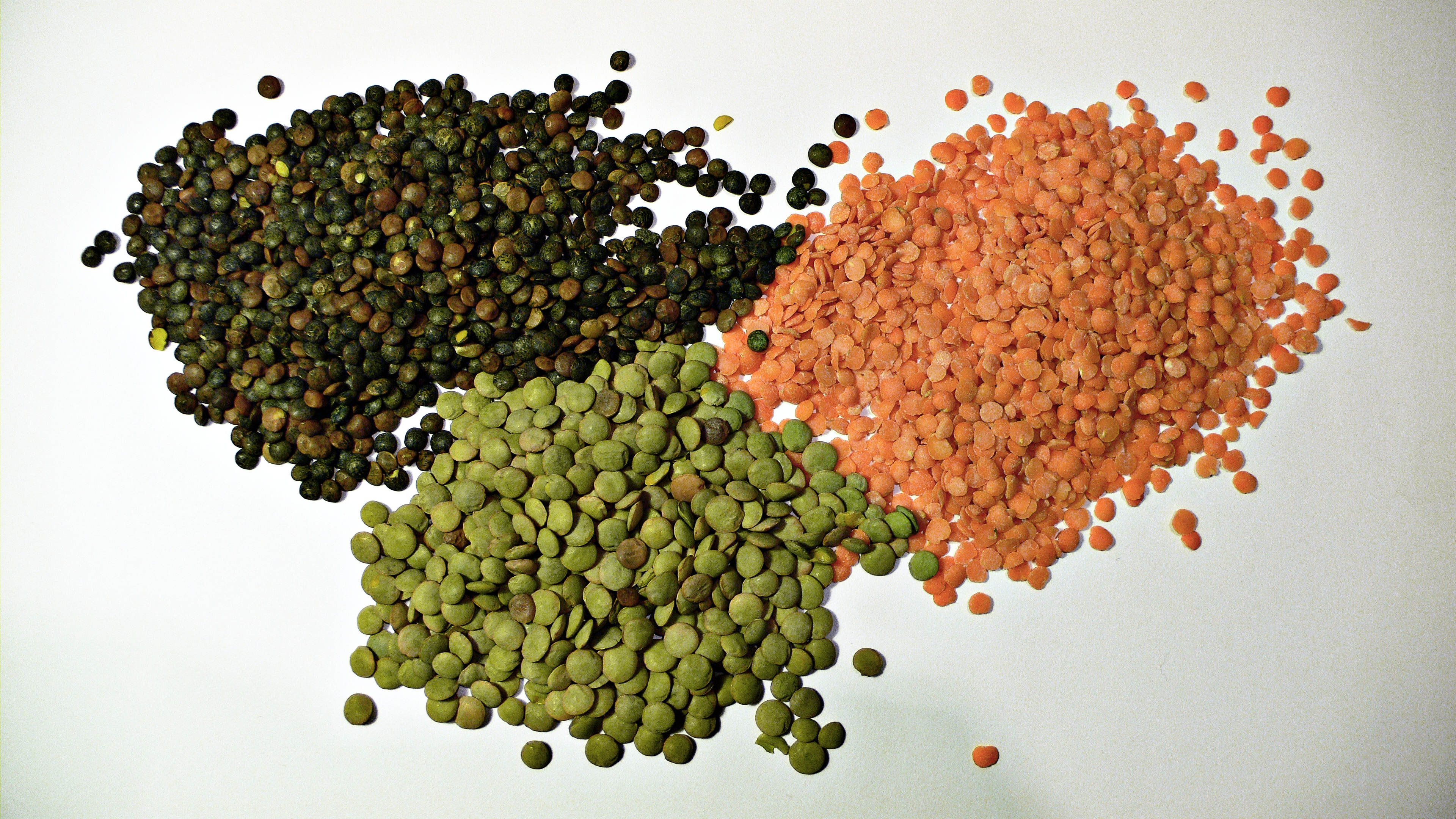
العدس عنصر أساسي في المطبخ الهندي.

أهم أنواع البهارات والنكهات المستخدمة كثيرًا في المطبخ الهندي هي الفلفل الحار الكامل أو المسحوق (ميرش ، الذي قدمه البرتغاليون من المكسيك في القرن السادس عشر)، بذور الخردل الأسود (سارسو)، الهيل (إليتشي)، الكمون (الجيرة)، الكركم (هالدي)، أسافويتيدا (هينج)، زنجبيل (أدراك)، كزبرة (ضانية)، ثوم (لاسون).
واحد شعبية مزيج التوابل هو كرم مصالحة، مسحوق يتضمن عادة السبع بهارات المجففة في نسبة معينة، بما في ذلك الهيل الأسود، القرفة، القرنفل والكمون (جيرا)، الفلفل الأسود، بذور الكزبرة والينسون.
تحتوي كل منطقة طهي على مزيج مميز من كرم مصالحة - وقد يكون للطهاة الفرديين أيضًا مزيج خاص بهم. جود مصالحة هو مزيج توابل مشابه، وإن كان حلوًا، شائعًا في ولاية ماهاراشترا. وتشمل بعض الأوراق التي تستخدم عادة للتوابل أوراق الغار، الكزبرة أوراق، الحلبة (ميثي) الأوراق، والنعناع الأوراق. يعتبر استخدام أوراق الكاري والجذور في إضافة النكهة أمرًا معتادًا في المطبخ الغوجاراتي  ومأكولات جنوب الهند. غالبًا ما تكون الأطباق الحلوة مبللة بالهيل والزعفران وجوزة الطيب وبتلات الورد.

## مطابخ إقليمية
تلعب المأكولات البحرية دورًا رئيسيًا في مطبخ جزر أندامان ونيكوبار. تشمل العناصر الغذائية الأساسية في النظام الغذائي لسكان أندامانيز الأصليين الجذور والعسل والفواكه واللحوم والأسماك، التي يتم الحصول عليها عن طريق الصيد وجمع الثمار. كما تم تناول بعض الحشرات كأطعمة شهية. ومع ذلك، فقد أدت الهجرة من البر الرئيسي للهند إلى اختلافات في المطبخ.

### ولاية اندرا براديش

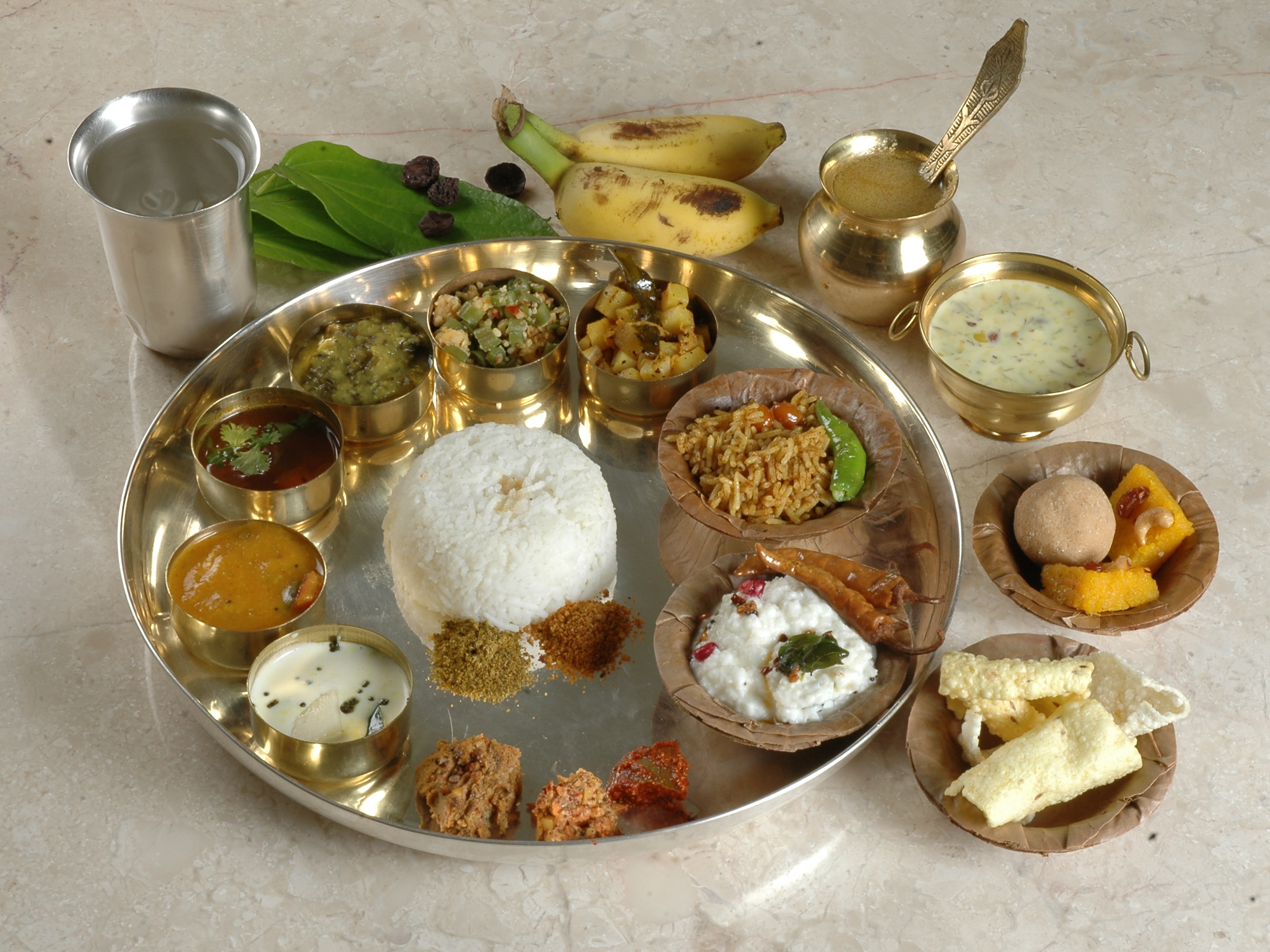
وجبة نباتية في ولاية أندرا تقدم في المناسبات الهامة

ينتمي مطبخ ولاية أندرا براديش إلى منطقتين يتحدثان التيلجو وهما ريالاسيما وولاية اندرا الساحلية وهو جزء من مطبخ تيلجو. يشتهر طعام ولاية أندرا براديش باستخدامه المكثف للتوابل واستخدام التمر الهندي.
المأكولات البحرية شائعة في المنطقة الساحلية للولاية. الأرز هو الغذاء الأساسي (كما هو الحال مع جميع ولايات جنوب الهند) يؤكل مع محضرات العدس مثل بابو (العدس) والبولوسو (اليخنة) والخضروات أو الكاري الحار.
في ولاية أندرا، عادةً ما تضاف الخضروات الورقية أو الخضروات مثل القرع الزجاجي والباذنجان إلى دال. المخللات جزء أساسي من المطبخ المحلي. من بين تلك المخللات التي تعتمد على المانجو مثل أفاكايا وماجايا ، غونغورا (مخلل مصنوع من أوراق الحميض)،  أوسيريكايا (عنب الثعلب أو أملا)، نيماكايا (ليمون)، ومخلل طماطم.
الضاحي (الزبادي) هو إضافة شائعة للوجبات، كوسيلة لتلطيف البهارات. تشمل عناصر الإفطار دوسة، بيساراتو (مونج فول دوسا)، فادا، وإيدلي.

### اروناتشال براديش

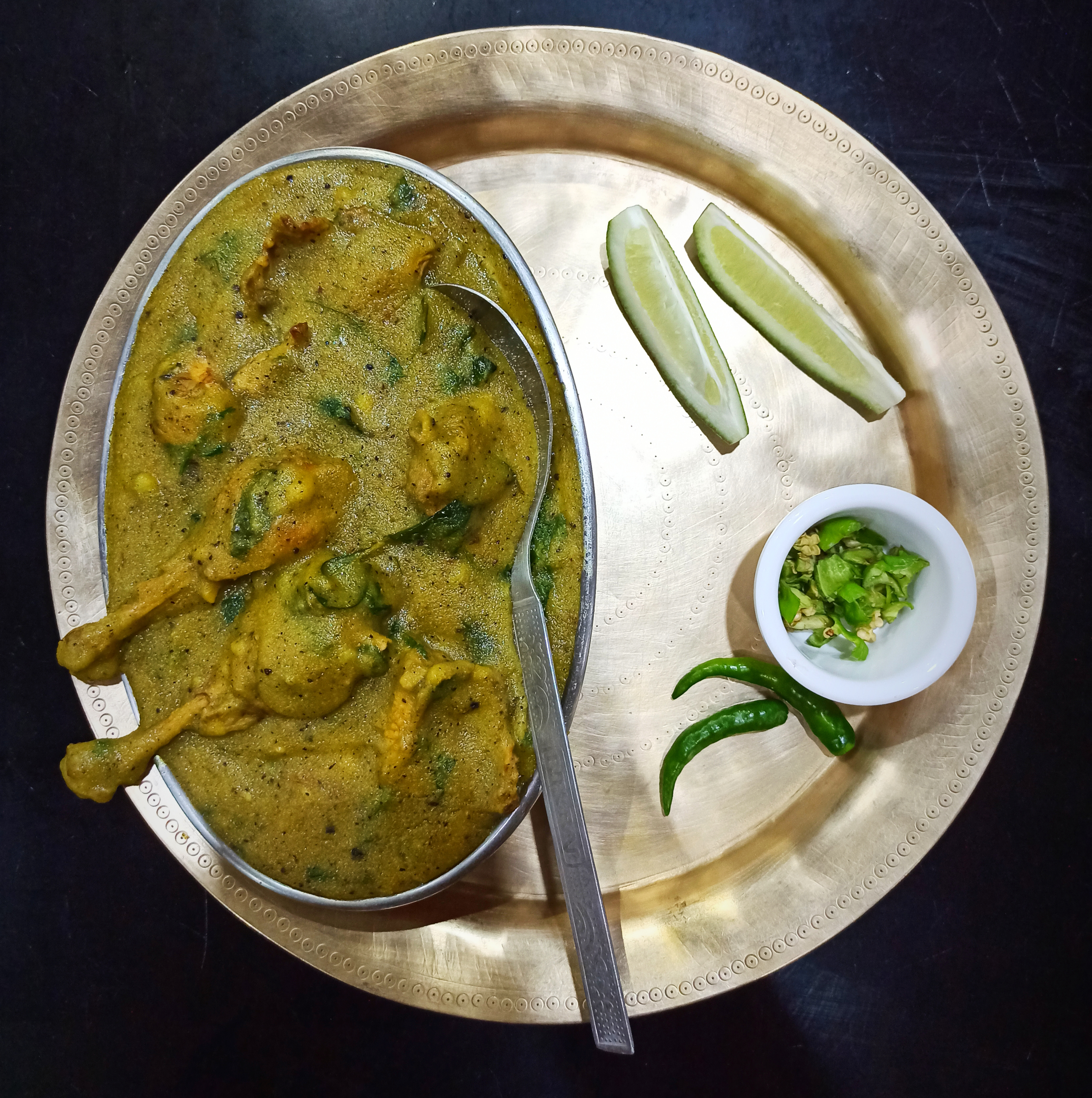
بيتانغ أوينغ

الغذاء الأساسي في أروناتشال براديش هو الأرز، إلى جانب الأسماك واللحوم والخضروات الورقية. القبائل الأصلية لأروناتشال هم من أكلة اللحوم ويستخدمون الأسماك والبيض ولحم البقر والدجاج ولحم الخنزير ولحم الضأن لإعداد أطباقهم.
يتم استخدام أنواع كثيرة من الأرز. تعتبر كعكات الأرز المسلوقة الملفوفة في الأوراق وجبة خفيفة شهيرة. ثوكبا هو نوع من حساء المعكرونة شائع بين قبيلة مونبا في المنطقة.
الخس هو الخضار الأكثر شيوعًا، وعادة ما يتم تحضيره عن طريق الغليان مع الزنجبيل والكزبرة والفلفل الأخضر.
أبونج أو بيرة الأرز المصنوعة من الأرز المخمر أو الدخن هي مشروب شائع في أروناتشال براديش ويتم تناولها كمشروب منعش.

### آسام

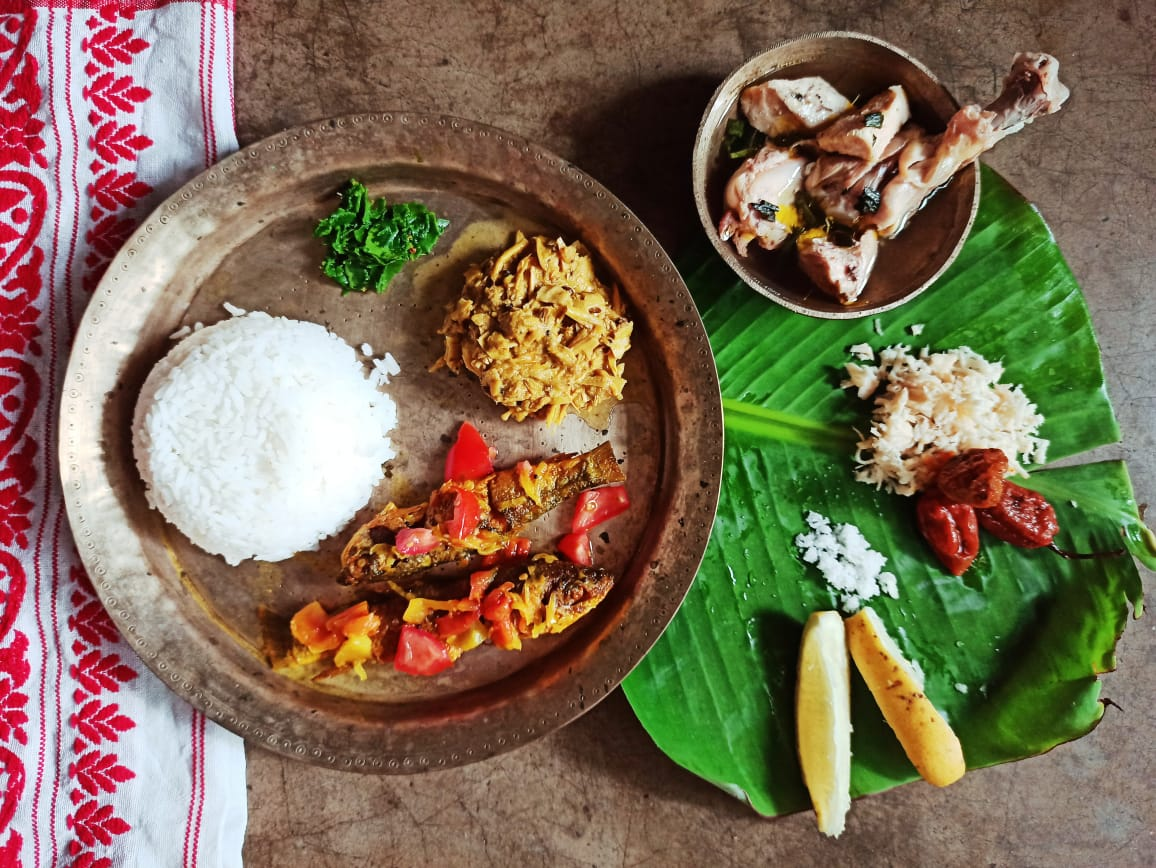
طبق غداء من المطبخ الأسامي

المطبخ الأسامي هو مزيج من الأنماط المحلية المختلفة، مع تنوع إقليمي كبير وبعض التأثيرات الخارجية. على الرغم من أنه معروف باستخدامه المحدود للتوابل،  يتمتع المطبخ الأسامي بنكهات قوية من استخدامه للأعشاب والفواكه والخضروات المستوطنة التي يتم تقديمها طازجة أو مجففة أو مخمرة
الأرز هو العنصر الغذائي الأساسي، وتشكل مجموعة كبيرة ومتنوعة من أصناف الأرز المتوطنة، بما في ذلك عدة أنواع من الأرز اللزج جزءًا من المطبخ في ولاية آسام. تؤكل الأسماك، وهي أنواع المياه العذبة بشكل عام، على نطاق واسع. تشمل العناصر غير النباتية الأخرى الدجاج، والبط، والفراخ، والقواقع، وديدان القز، والحشرات، والماعز، ولحم الخنزير، ولحم الغزال، والسلاحف، وسحلية المراقبة، إلخ.
يتضمن مطبخ المنطقة عمليات طبخ بسيطة، معظمها الشواء أو التبخير أو الغليان. البهونا، القلي اللطيف للتوابل قبل إضافة المكونات الرئيسية، وهو شائع بشكل عام في الطبخ الهندي، غائب في مطبخ ولاية آسام.
تبدأ الوجبة التقليدية في ولاية آسام بـ كهار، وهي فئة من الأطباق سميت على اسم المكون الرئيسي وتنتهي بـ تنجا، وهو طبق حامض. يتم تقديم بيرة الأرز المصنوعة منزليًا أو نبيذ الأرز قبل الوجبة. يتم تقديم الطعام عادة في أواني معدنية على شكل جرس.  عادة ما تنتهي وجبة البان، وهي ممارسة مضغ جوز التنبول، بوجبة. 

### البنغال

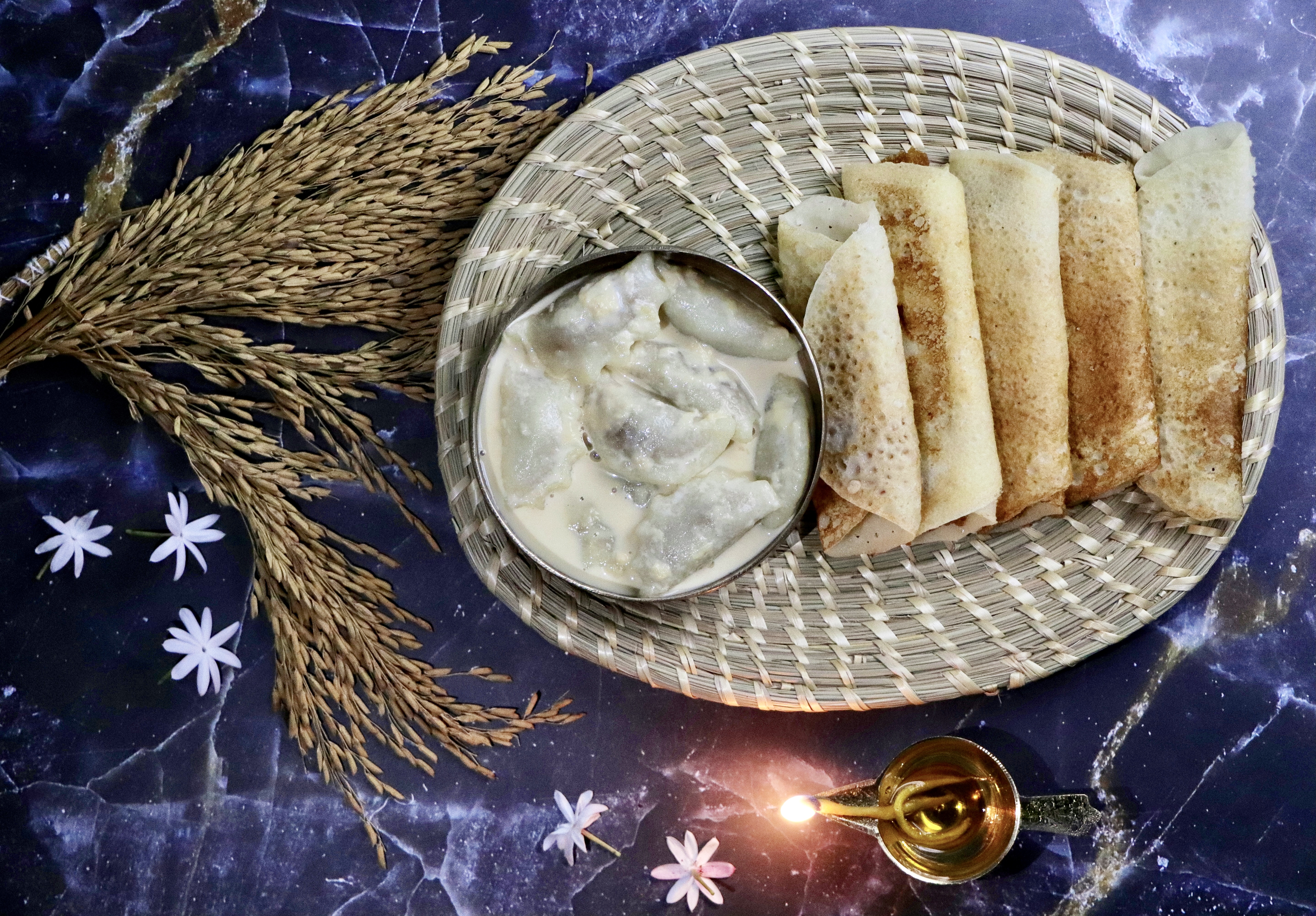
Pithe Puli

بسبب الانقسام بين بنغلاديش والهند، يختلف مطبخ البنغال في استخدام العناصر الدينية المهمة، وكذلك المأكولات العالمية، مثل الطعام الصيني من الشتات،  العناصر البرتغالية والأرمينية واليهودية والأنجلو من العناصر الفترة الاستعمارية.
يعد المطبخ المغولي مؤثرًا عالميًا في الحنك البنغالي، وقد أدخل الأطعمة الفارسية والإسلامية إلى المنطقة، فضلاً عن عدد من الأساليب الأكثر تفصيلاً لإعداد الطعام، مثل النقع بالسمن. تلعب الأسماك واللحوم والأرز والحليب والسكر دورًا مهمًا في المطبخ البنغالي.
يمكن تقسيم المطبخ البنغالي إلى أربعة أنواع مختلفة من الأطباق شربيا (চারব্য)، أو الطعام الذي يمضغ، مثل الأرز أو السمك؛ شوسيا، أو الطعام الذي يُمص، مثل امبال وتاك؛ lehya (লেহ্য)، أو الأطعمة التي من المفترض أن تلحس، مثل الصلصة؛ و (পেয়ে)بيا، وتشمل المشروبات، وخاصة الحليب.

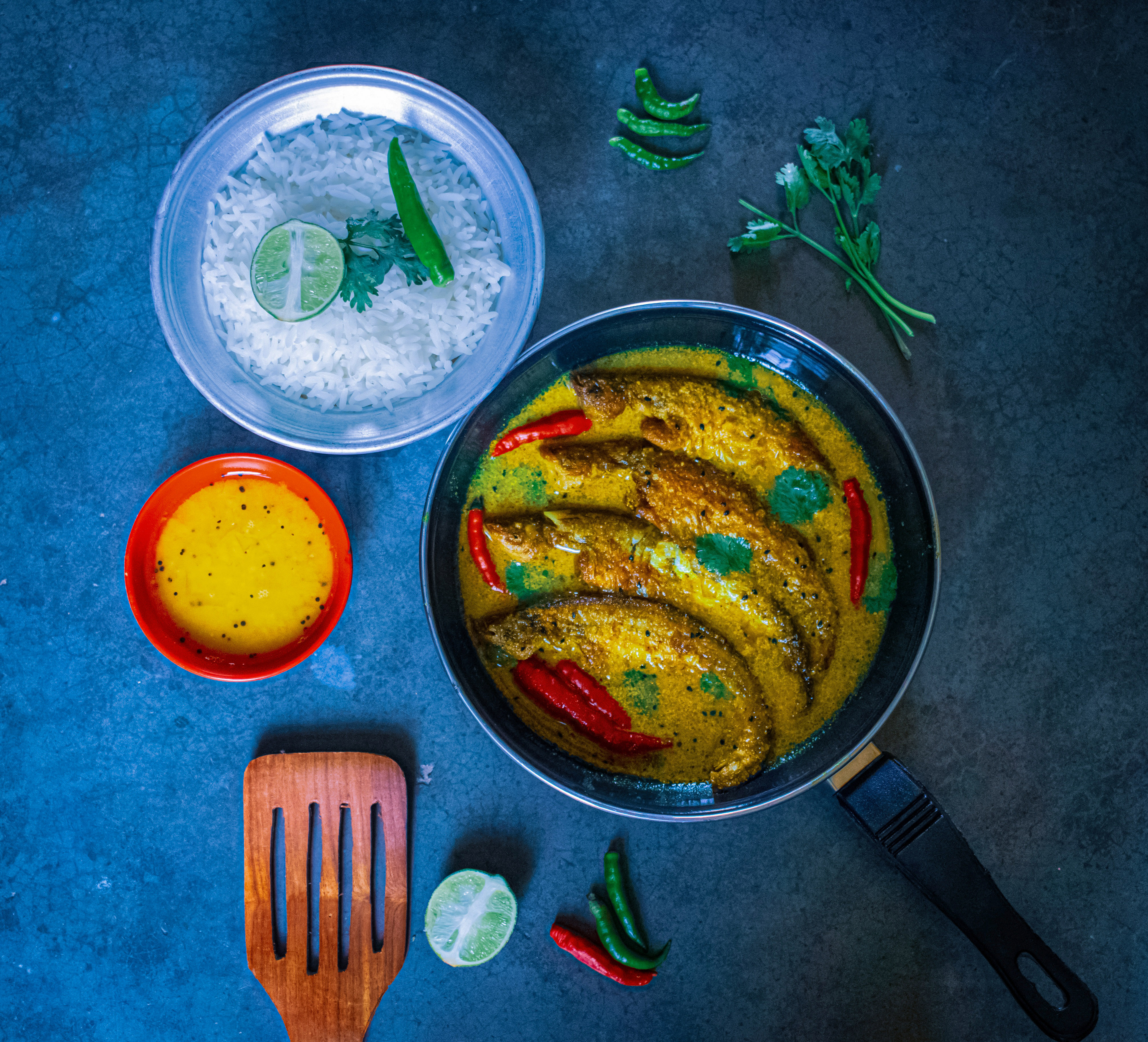
Shorshe Pabda (سمك السلور بابو في عجينة الخردل)

خلال القرن التاسع عشر، تم توظيف العديد من الطهاة الناطقين بالأودية في البنغال،  مما أدى إلى نقل العديد من المواد الغذائية بين المنطقتين. المطبخ البنغالي هو التقليد الوحيد متعدد الدورات الذي تم تطويره تقليديًا من شبه القارة الهندية وهو مشابه في هيكله للخدمة الحديثة على طراز المطبخ الفرنسي، مع تقديم الطعام وفقًا للدورة التدريبية بدلاً من تقديمه مرة واحدة.
يختلف المطبخ البنغالي باختلاف الأذواق الإقليمية، مثل التركيز على استخدام الفلفل الحار في منطقة شيتاغونغ في بنغلاديش  ومع ذلك، عبر جميع أصنافه، هناك استخدام سائد لزيت الخردل إلى جانب كميات كبيرة من التوابل.
يشتهر المطبخ بالنكهات اللطيفة مع التركيز على الأسماك واللحوم والخضروات والعدس والأرز. يعد الخبز أيضًا طبقًا شائعًا في المطبخ البنغالي، ولا سيما النسخة المقلية التي تسمى luchi . تعتبر الأسماك المائية الطازجة من أكثر سماتها تميزًا؛ البنغاليين تحضير السمك بطرق كثيرة، مثل تبخير، التسوية، أو الطبخ في الخضار والصلصات على أساس حليب جوز الهند أو الخردل.
يعتبر الطعام البنغالي الشرقي، الذي يحظى بتواجد كبير في غرب البنغال وبنغلاديش، أكثر توابلًا من المطبخ البنغالي الغربي، ويميل إلى استخدام كميات كبيرة من الفلفل الحار ، وهو أحد أشهى المأكولات في الهند والعالم.
سانديش وراسغولا من الأطباق الشعبية المصنوعة من الجبن الطازج المحلى والمطحون جيدًا. بالنسبة للأخير ، يدعي كل من ولاية البنغال الغربية وأوديشا المجاورة أنهما أصل الحلوى. كل ولاية لديها أيضًا مؤشر جغرافي لتنوعها الإقليمي من rasgulla.
تم العثور على المطبخ أيضًا في ولاية تريبورا ووادي باراك في آسام.

### بيهار

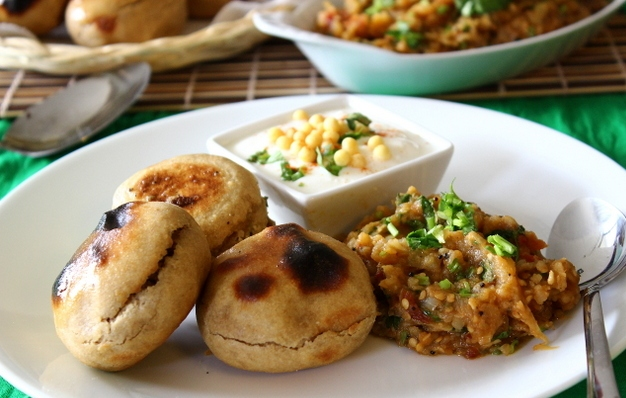
ليتي تشوكا

قد تشمل المأكولات البيهارية ليتي شوكوها ،  كعكة من دقيق القمح المملح مخبوزة مليئة بالساتو (دقيق الحمص المخبوز) وبعض التوابل الخاصة ، والتي يتم تقديمها مع البيجان بهارتا ،  المصنوعة من الباذنجان المحمص (برنجال) والطماطم.
من بين أطباق اللحوم، يعتبر لحم الصلان  طبقًا شهيرًا مصنوعًا من لحم الضأن أو كاري الماعز مع مكعبات البطاطس في كرم مصالحة .
دلبورا هو طبق شعبي آخر في ولاية بيهار. إنه خبز مملح من دقيق القمح ، محشو بالبقول المسلوقة والمكسرة والمقلية.
مالبو هو طبق حلو شهير من بيهار ، يتم إعداده بمزيج من طحين مايدا والحليب والموز والكاجو والفول السوداني والزبيب والسكر والماء والهيل الأخضر. طبق آخر حلو شهير من بيهار هو البلوشي ، الذي يتم تحضيره بمزيج معالج بشكل خاص من المايدا والسكر مع السمن ، والحلوى الأخرى المشهورة عالميًا ، الخاجة مصنوعة من الدقيق والدهون النباتية والسكر ، والتي تستخدم بشكل أساسي في حفلات الزفاف ومناسبات أخرى. تشتهر سيلاو بالقرب من نالاندا بإنتاجها.
خلال مهرجان شهات، تيكوا، طبق حلو مصنوع من السمن، الحرفيه، والدقيق بكل وجبة، بنكهة اليانسون، مصنوع.

### شانديغار

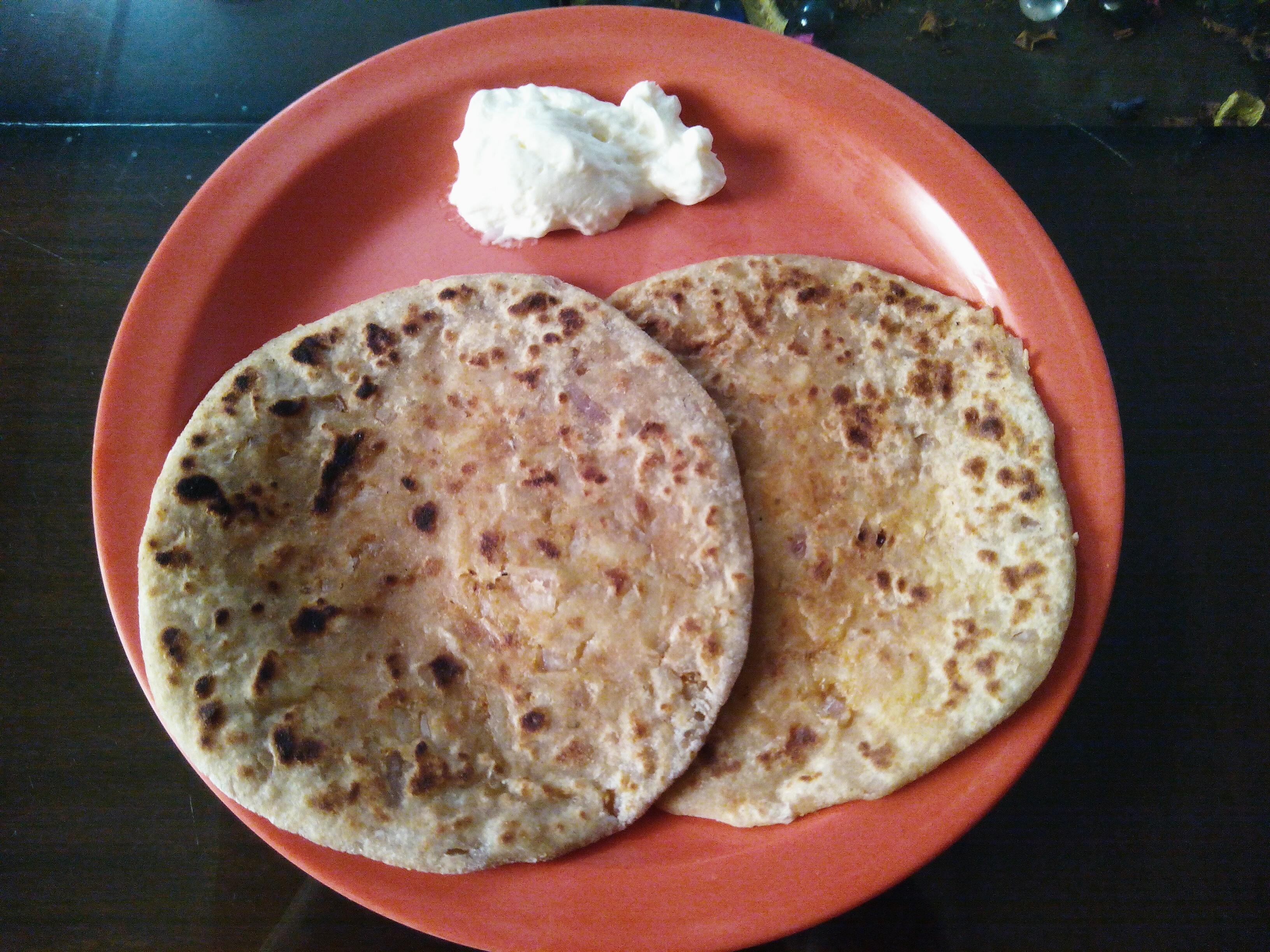
بنجابي ألو باراتا يقدم مع الزبدة

شانديغار، عاصمة البنجاب وهاريانا هي مدينة من أصل القرن العشرين مع ثقافة طعام عالمية تشمل بشكل أساسي مطبخ شمال الهند. يستمتع الناس بوصفات منزلية الصنع مثل الباراتا ، وخاصة في وجبة الإفطار ، والأطعمة البنجابية الأخرى مثل روتي المصنوع من القمح أو الذرة الحلوة أو غيرها من الطحين الغلوتين مع الخضار أو الفاصوليا المطبوخة. سارسون دا ساج ودال مكاني من الأطباق المعروفة من بين أطباق أخرى. تشمل الوجبات الخفيفة الشعبية غول جابا (المعروف في أماكن أخرى باسم بانيبوري). تتكون من بوري دائري مجوف ومقرمش ومليء بمزيج من الماء المنكه ، البطاطا المسلوقة والمكعبات ، حبوب البنغال غرام، إلخ.

### تشهاتيسغار
يعتبر مطبخ تشاتيسغار فريدًا بطبيعته ولا يوجد في بقية الهند ، على الرغم من أن الطعام الأساسي هو الأرز ، كما هو الحال في معظم أنحاء البلاد. كثير من الناس تشاتيسغار شرب الخمور يخمر من زهرة مادوكا نبيذ النخيل (تاديتش في المناطق الريفية). تختلف مأكولات تشهاتيسغارهي حسب المناسبات الخاصة والمهرجانات مثل Thethari و Khurmi و fara و gulgule bhajiya و chausela و chila و aaersa التي يتم إعدادها في المهرجانات الإقليمية. يأكل الناس القبليون في منطقة باستار في تشاتيسجاره أطباق الأجداد مثل الفطر ومخلل الخيزران وخضروات الخيزران ، إلخ.

### دادرا وناغار هافيلي
يشبه المطبخ المحلي مطبخ ولاية غوجارات. ابودبو  هو طعام شهي محلي مصنوع من الخضار والفول مع الأعشاب. تشمل الأطعمة الشائعة الأرز والروتي والخضروات وأسماك النهر وسرطان البحر. يستمتع الناس أيضًا باللبن والصلصة المصنوعة من الفواكه والأعشاب المختلفة.

### دامان وديو
دامان وديو هي منطقة اتحاد في الهند ، مثل جوا، كانت ملكية استعمارية سابقة للبرتغال. وبالتالي ، فإن كلا من الطعام الغوجاراتي الأصلي والطعام البرتغالي التقليدي شائعان. كونها منطقة ساحلية ، تعتمد المجتمعات بشكل أساسي على المأكولات البحرية. عادة ، يتم تناول الروتلي والشاي على الإفطار ، ويتم تناول الروتلا والساك على الغداء ، ويتم تناول شوكوها مع الساك والكاري لتناول العشاء. تشمل بعض الأطباق المعدة في المناسبات الاحتفالية بوري ، ولابسي ، وبوتايا ، ودود بلاج ، وداكانو . في حين أن الكحول محظور في ولاية غوجارات المجاورة ، فإن الشرب شائع في دامان وديو. يُعرف باسم «حانة» ولاية غوجارات. جميع ماركات الكحول المشهورة متوفرة بسهولة

### دلهي

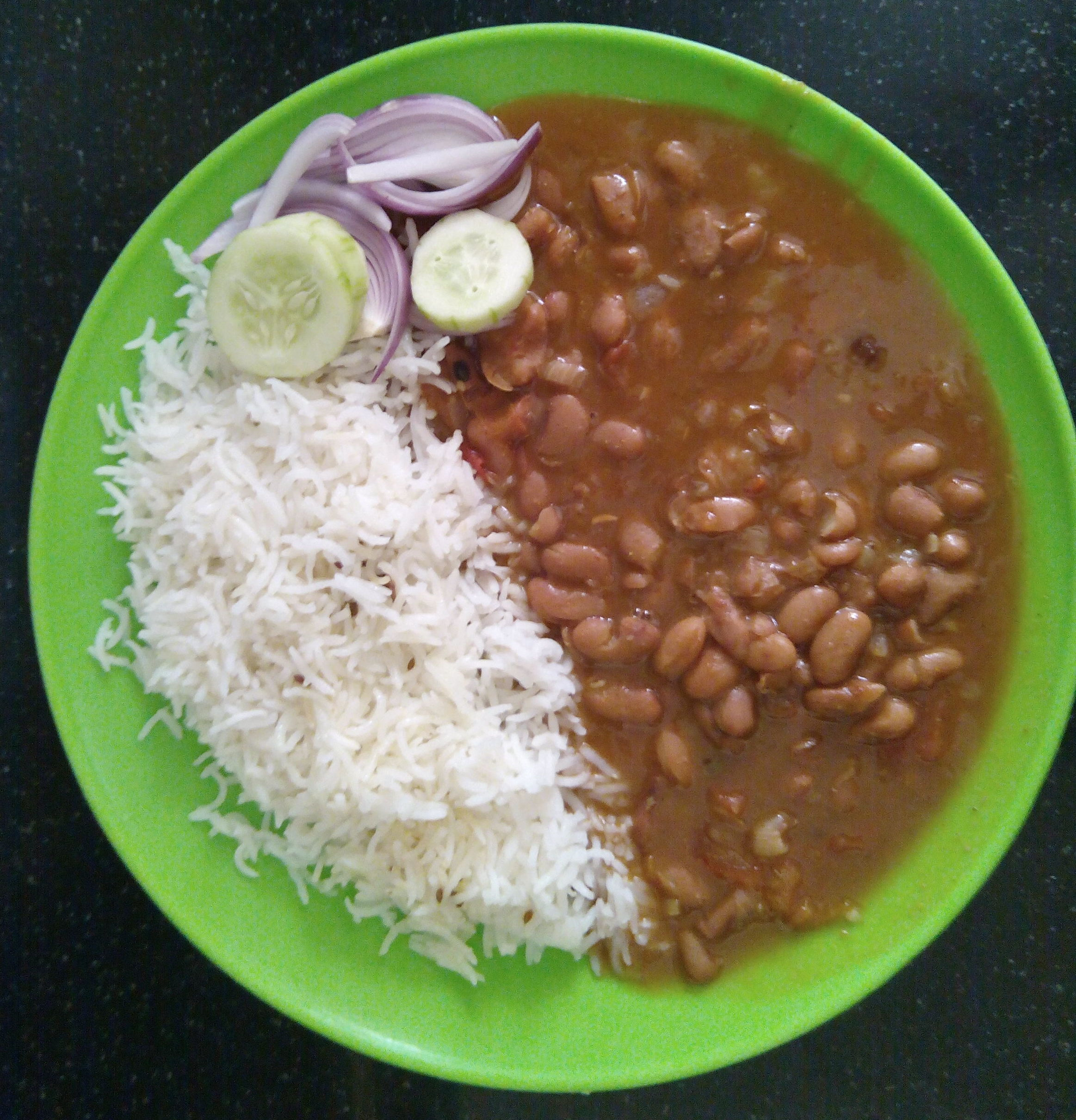
رجما - شوال ، فاصوليا حمراء بالكاري مع أرز مطهو على البخار ^{]}

كانت دلهي ذات يوم عاصمة إمبراطورية موغال ، وأصبحت مسقط رأس مطبخ المغلاي. تشتهر دلهي بأطعمة الشوارع. يعتبر غالي بارانثي والي في تشاندني تشوك مجرد واحد من معالم الطهي للخبز المسطح المحشو
يوجد في دلهي أناس من أجزاء مختلفة من الهند ، وبالتالي فإن للمدينة أنواعًا مختلفة من تقاليد الطعام ؛ يتأثر مطبخها بالثقافات المختلفة. المطبخ البنجابي شائع ، بسبب هيمنة المجتمعات البنجابية.
مطبخ دلهي هو في الواقع مزيج من المأكولات الهندية المختلفة المعدلة بطرق فريدة. هذا واضح في الأنواع المختلفة من طعام الشارع المتاح. كاباب، شات والحلويات الهندية، والآيس كريم الهندي (المعروف باسم كولفي)، وحتى المواد الغذائية الغربية مثل الشطائر والفطائر، تعد في أسلوب فريد من نوعه إلى دلهي وهما شعبية كبيرة.

### غوا

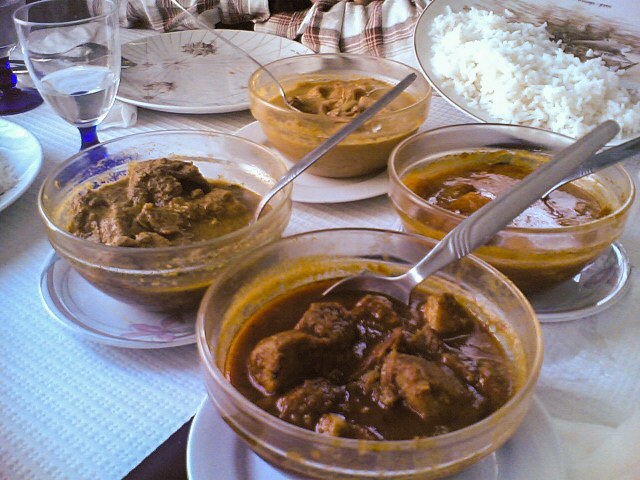
طبق لحم الخنزير vindaloo (في الصورة) هو طبق كاري شهير في جوا وحول العالم.

تتمتع المنطقة بمناخ استوائي ، مما يعني أن البهارات والنكهات قوية. يعد استخدام غرسنية سمة مميزة لمطبخ المنطقة.
مطبخ غوان هو في الغالب المأكولات البحرية واللحوم. الأطعمة الأساسية هي الأرز والأسماك. يعتبر سمك الماكريل في منطقة المحيطين الهندي والهادئ أكثر الأطعمة الشهية شيوعًا، وتشمل الأنواع الأخرى بومفريت وسمك القرش والتونة والماكريل؛ غالبًا ما يتم تقديمها مع حليب جوز الهند. يؤكل عادة المحار، بما في ذلك سرطان البحر والقريدس وقريدس النمر وسرطان البحر والحبار وبلح البحر.
يتأثر مطبخ جوا بأصولها الهندوسية، و400 عام من الاستعمار البرتغالي، والتقنيات الحديثة.
الخبز، الذي قدمه البرتغاليون، يحظى بشعبية كبيرة ، وهو جزء مهم من إفطار غوان، وغالبًا ما يكون على شكل خبز محمص.
تضيف السياحة في المنطقة جانبًا دوليًا، ومن ثم أصبحت النباتية مفضلة تمامًا.

### ولاية غوجارات

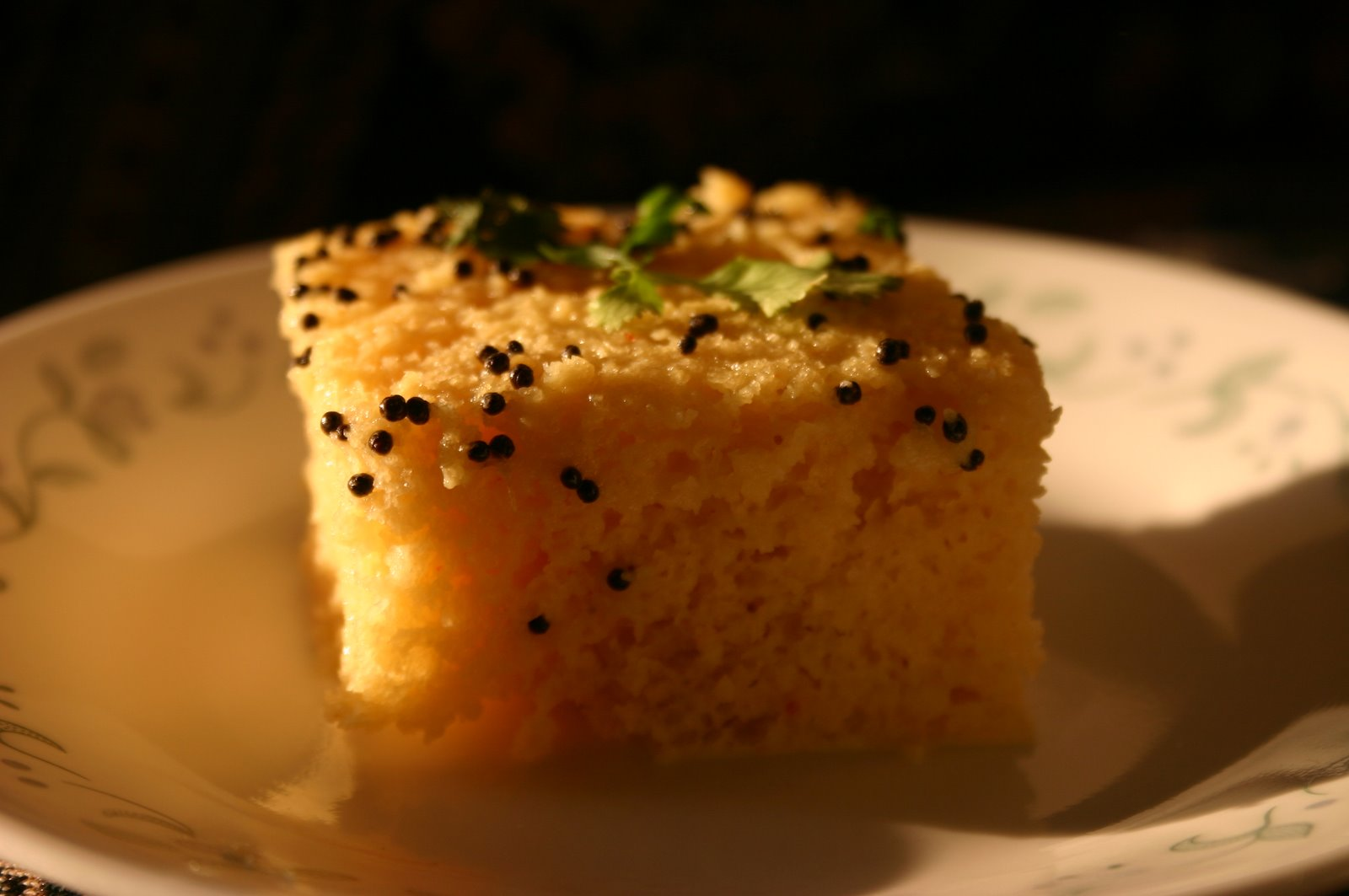
خامان هو وجبة خفيفة شهيرة في الغوجاراتية

المطبخ الغوجاراتي نباتي في المقام الأول. والغوجاراتية نموذجية ثالي يتكون من روتي (rotlii في الغوجاراتية)، daal أو الأرز و سابزي باباد و شاش (اللبن).
السبزي هو طبق من توليفات مختلفة من الخضار والتوابل التي يمكن أن تكون مقلية أو حارة أو حلوة. يمكن أن يتنوع المطبخ الغوجاراتي بشكل كبير في النكهة والحرارة بناءً على الأذواق الشخصية والإقليمية. شمال ولاية غوجارات، كاثياواد، كوتش، وجنوب ولاية غوجارات هي المناطق الرئيسية الأربع من المأكولات الغوجاراتية.
العديد من الأطباق الغوجاراتية حلوة ومالحة (مثل هاندفو) وحارة في نفس الوقت. في موسم المانجو ، غالبًا ما يكون كيري نو راس (لب المانجو الطازج) جزءًا لا يتجزأ من الوجبة. تختلف التوابل أيضًا بشكل موسمي. على سبيل المثال ، يتم استخدام كرم مصالحه بشكل أقل في الصيف.
تشمل الوجبات الخفيفة الغوجاراتية سيف خاماني،  خاخرا، دال فادا،  ميثي نا بهاجيا،  خامن ، بهاخاروادي وأكثر من ذلك.
الصيام المنتظم ، مع الوجبات الغذائية التي تقتصر على الحليب والفواكه المجففة والمكسرات، هو ممارسة شائعة ، 

### هاريانا

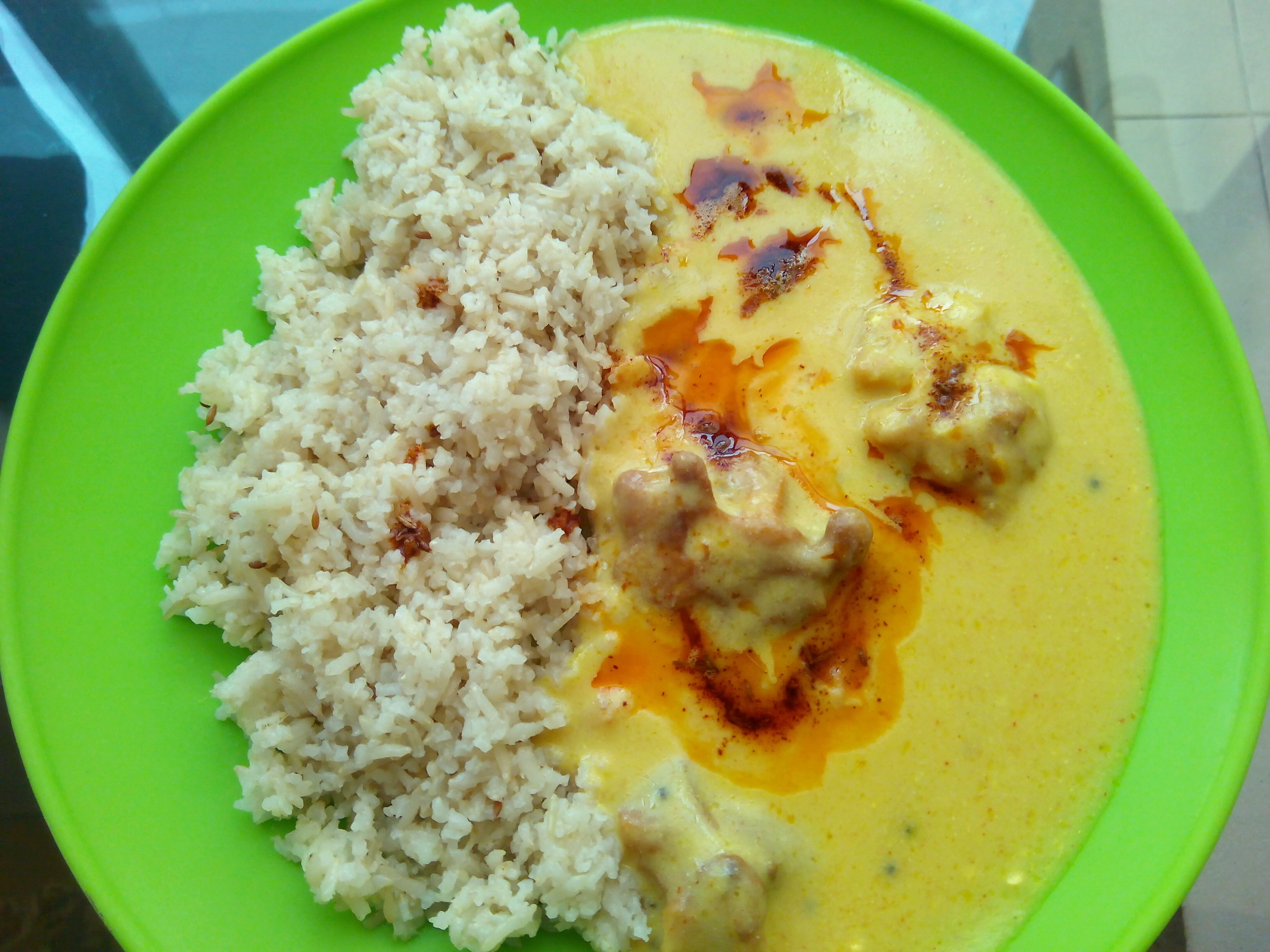
الكادي هو طبق هاريانا.

تعتبر الماشية شائعة في هاريانا، ومنتجات الألبان هي عنصر شائع في مطبخها.
وتشمل أطباق إقليمية محددة كري ، بكرى، بيسان ماسالا روتي،  باجرا الو روتي،  تشورما، الخير، ريتا،  ميثي الغجر،  كي سابزي،  والطماطم والصلصة.
في الماضي ، كان نظامها الغذائي الأساسي يشمل باجرا خيشدي،  رابدي، صلصة البصل،  وباجرا كي روتي. في المطبخ غير النباتي يشمل كوكودا  ودجاج تكة مصالحة.
لاسي، شربات، باني والعبسي (خليط من الطحين باجرا واسي) ثلاثة المشروبات شعبية غير الكحولية في ولاية هاريانا. ومع ذلك ، تنتشر متاجر الخمور هناك ، والتي تلبي احتياجات عدد كبير من سائقي الشاحنات.

### هيماشال براديش
يشبه النظام الغذائي اليومي لشعب هيماشال النظام الغذائي لبقية شمال الهن، بما في ذلك العدس والمرق والأرز والخضروات والخبز ، على الرغم من تفضيل المأكولات غير النباتية. بعض التخصصات هيماشال تشمل سيدو،  patande،  شامبا ،رجمة، وسمسم الصلصة.

### جامو وكشمير

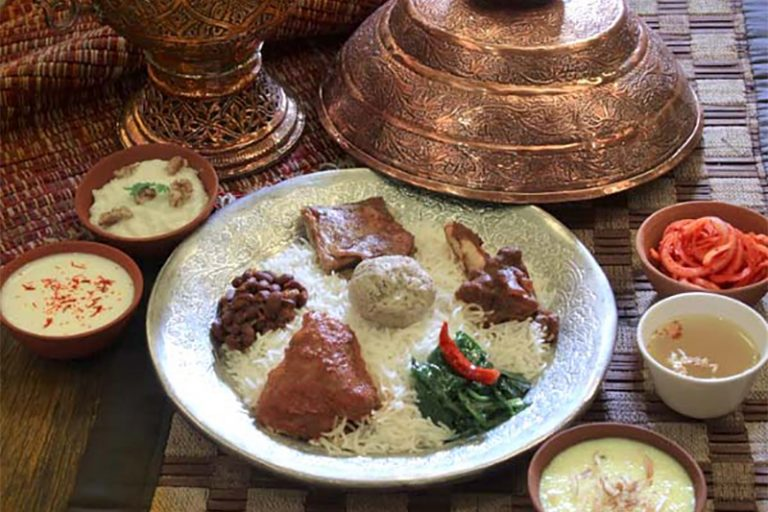
وزوان

يأتي مطبخ جامو وكشمير من منطقتين من الولاية: قسم جامو ووادي كشمير. تطور المطبخ الكشميري على مدى مئات السنين. كان أول تأثير رئيسي لها هو طعام الكشميريين الهندوس والبوذيين.
تأثر المطبخ لاحقًا بالثقافات التي وصلت مع غزو كشمير من قبل تيمور من منطقة أوزبكستان الحديثة. وشملت التأثيرات اللاحقة مطابخ آسيا الوسطى وسهول شمال الهند.
يعد لحم الضأن العنصر الأكثر بروزًا في المطبخ الكشميري، والذي يُعرف أكثر من 30 نوعًا منه. وزوان هي وجبة متعددة الأطباق في التقاليد الكشميرية، ويعتبر تحضيرها فنًا.

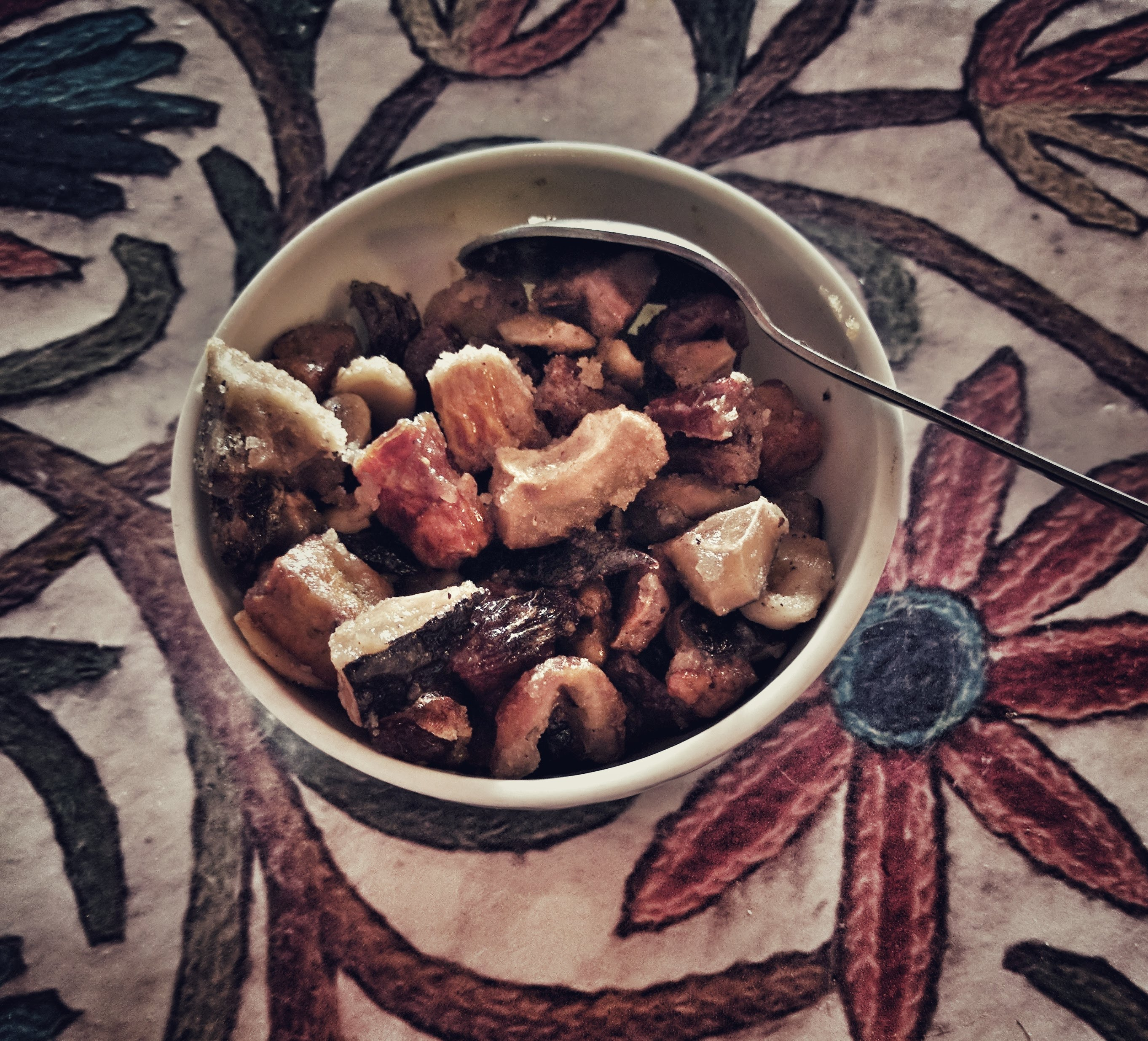
شفتة

يعتبر طعام البانديت الكشميري متقنًا ، ويشكل جزءًا مهمًا من الهوية العرقية للبانديت. عادة ما يستخدم المطبخ بانديت كشمير ضاحي (الزبادي)، وزيت، والتوابل مثل الكركم والفلفل الأحمر والكمون والزنجبيل والشمر، على الرغم من أنها لا تستخدم البصل والثوم. برياني تحظى بشعبية كبيرة، وهي من اختصاص كشمير.
تشتهر منطقة جامو بسند بانجيري وباتيسا وراجما مع الأرز وجبن كالاري
Dogri يشمل الغذاء ambal (طبق الحامض اليقطين)،  خاتا اللحوم،  دي الدال  دال شوال،  ماا دا مادرا (العدس غرام السوداء في اللبن) 
تصنع أنواع كثيرة من المخللات بما في ذلك المانجو والكسرود والقرقلة . يشتهر طعام الشارع أيضًا الذي يشمل أنواعًا مختلفة من الشاتس

### جهارخاند
الأطعمة الأساسية في جهارخاند هي الأرز ودال والخضروات. تشمل الأطباق الشهيرة شيركا روتي ،  بيتا، مالبوا ودوسكا وأرسا روتي  وليتي تشوكا .
تشمل المشروبات الكحولية المحلية الهاندي، وبيرة الأرز، وماهوا دارو، المصنوعة من زهور شجرة الماهوا.

### كارناتاكا

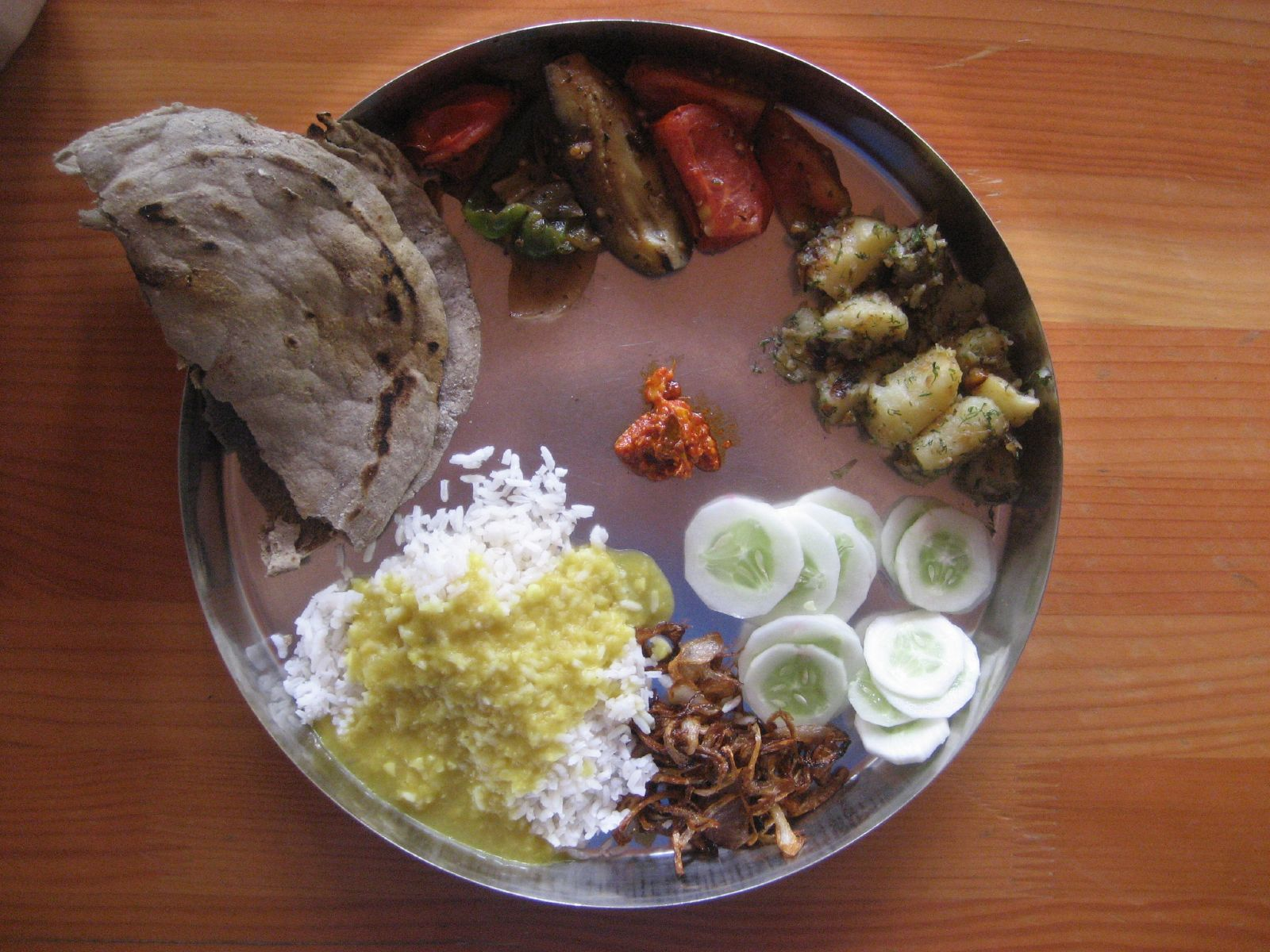
الوجبة النباتية الأساسية في ولاية كارناتاكا هي جولادا روتي وباليا وآنا سارو.

وهناك عدد من الأطباق، مثل ادلي، رافا اديلي، ميسور ماسالا دوسا، وما إلى ذلك، تم اختراع هنا وأصبحت شعبية خارج ولاية كارناتاكا. وبالمثل، فإن الأصناف في مطبخ ولاية كارناتاكا لها أوجه تشابه مع ولايات جنوب الهند الثلاث المجاورة لها ، وكذلك ولايتي ماهاراشترا وجوا في الشمال. من الشائع جدًا أن يتم تقديم الطعام على أوراق الموز ، خاصة خلال المهرجانات والفعاليات.
يمكن تقسيم مطبخ كارناتاكا على نطاق واسع إلى مطبخ ميسور / بنغالور، مطبخ شمال كارناتاكا
يغطي هذا المطبخ مجموعة واسعة من الأطعمة من نباتي نقي ونباتي إلى اللحوم مثل لحم الخنزير ، ومن الأطعمة اللذيذة إلى الحلويات.
تشتهر منطقة كوداجو بالكاري مع لحم الخنزير الحار،  بينما تتخصص ولاية كارناتاكا الساحلية في المأكولات البحرية. على الرغم من أن المكونات تختلف إقليميا، يتم تقديم الدجاج نموذجية على أوراق الموز. تتميز المناطق الساحلية في داكشينا كانادا وأودوبي بمأكولات متفاوتة قليلاً، والتي تستخدم جوز الهند على نطاق واسع في الكاري وتشمل في كثير من الأحيان المأكولات البحرية.

### ولاية كيرالا

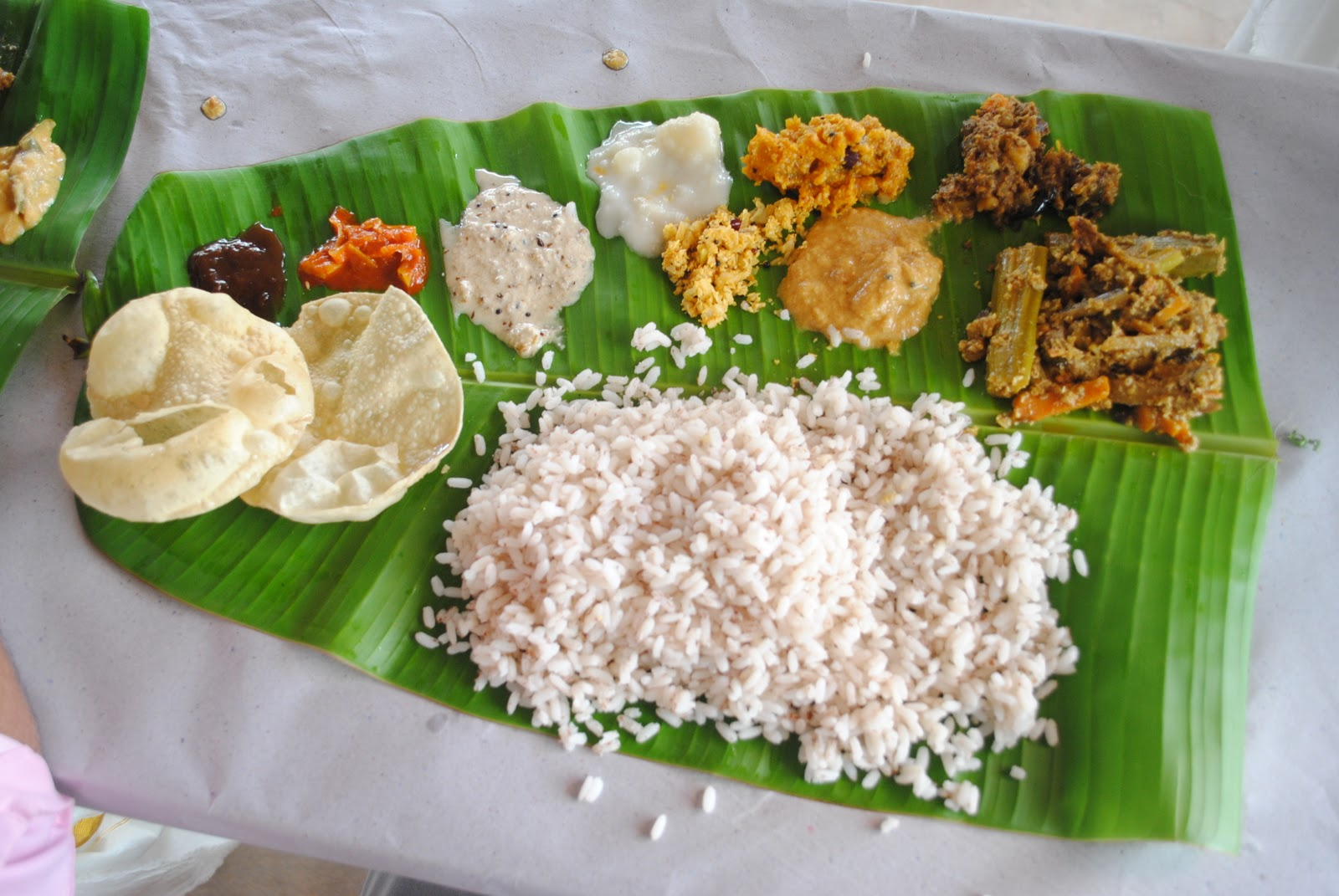
ولاية كيرالا سادية التقليدية

يشمل طعام ولاية كيرالا المعاصر أطباق نباتية وغير نباتية. تلعب الأسماك والمأكولات البحرية دورًا رئيسيًا في مطبخ ولاية كيرالا ، حيث إن ولاية كيرالا ولاية ساحلية. تتكون الوجبة اليومية لولاية كيرالا في معظم المنازل من الأرز مع كاري السمك المصنوع من السردين والماكريل وسمك السير والسمك الملك والبومفريت والقريدس والروبيان والوحيد والأنشوجة أو سمك الببغاء (بلح البحر والمحار وسرطان البحر والحبار والأسقلوب ليست كذلك نادر)، والخضروات بالكاري والخضروات المقلية مع جوز الهند أو بدونه المعروفين تقليديًا باسم ثوران أو ميزوكوبييراتي . نظرًا لوجود عدد كبير من المسطحات المائية الداخلية في ولاية كيرالا ، فإن أسماك المياه العذبة وفيرة أيضًا ، وهي جزء من الوجبات العادية. من الشائع في ولاية كيرالا تناول وجبة الإفطار مع الأطباق غير النباتية في المطاعم ، على عكس الولايات الأخرى في الهند. يتم أيضًا الاستمتاع على نطاق واسع بطبخ الدجاج أو لحم الضأن ولحم الضأن والدجاج ولحم البقر ولحم الخنزير وكاري البيض وسمك الكاري مع التابيوكا على الإفطار.
يعكس مطبخ ولاية كيرالا تراثها التجاري الغني. بمرور الوقت ، اختلطت المأكولات المختلفة مع الأطباق المحلية ، في حين تم تكييف الأطباق الأجنبية مع الأذواق المحلية. توجد تأثيرات كبيرة عربية وسورية وبرتغالية وهولندية ويهودية وشرق أوسطية في مطبخ هذه المنطقة ، من خلال طرق التجارة القديمة عبر بحر العرب ومن خلال التجار العرب الذين استقروا هنا ، مما ساهم في تطور حلوى كوريكودان جنبًا إلى جنب مع أطباق أخرى مثل تلاشيري برياني.

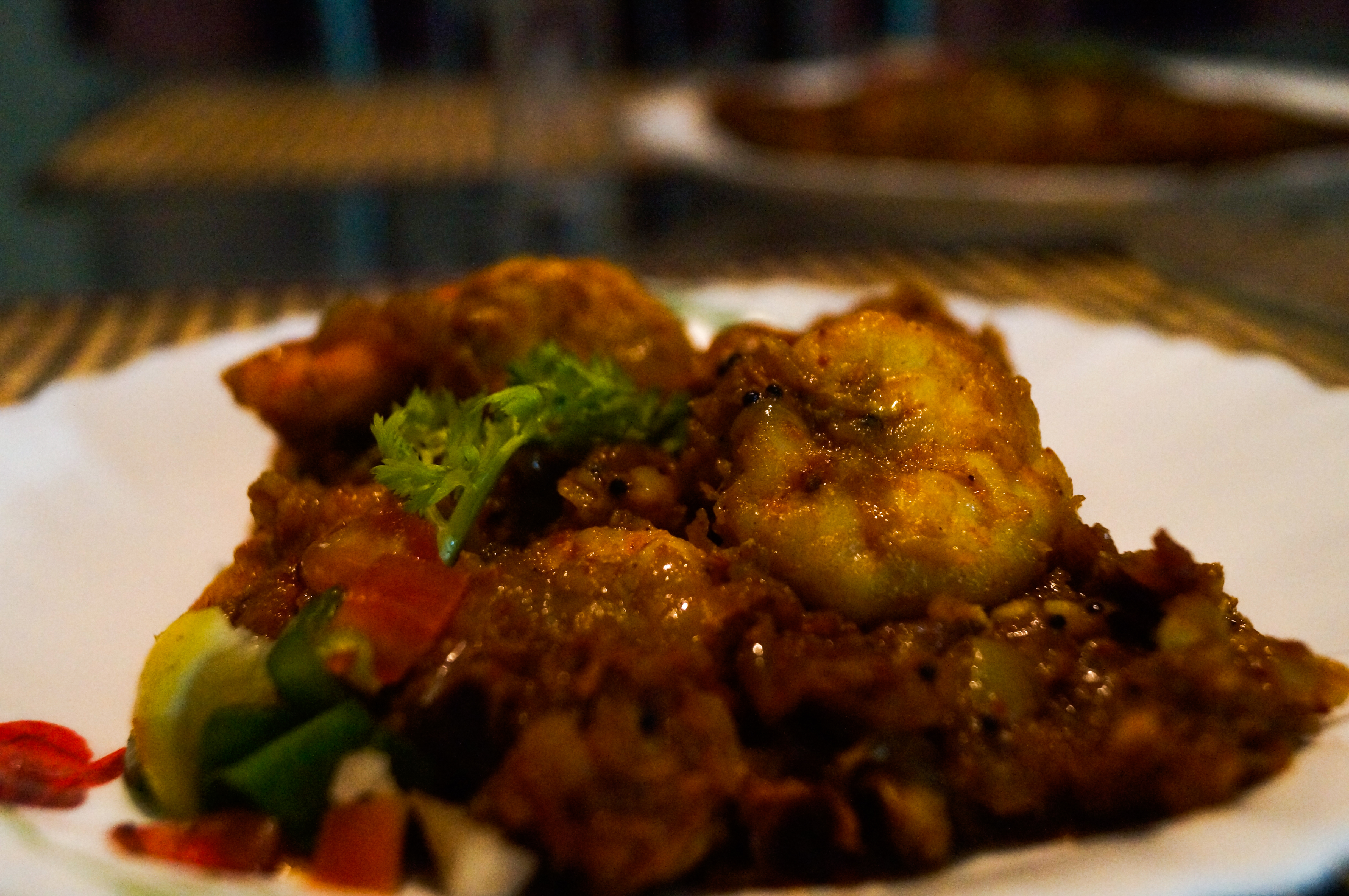
روبيان مشوي على طراز ولاية كيرالا - ولاية كيرالا دولة ساحلية لديها أنواع مختلفة من مستحضرات المأكولات البحرية

ينمو جوز الهند بكثرة في ولاية كيرالا ، لذلك يشيع استخدام حليب جوز الهند وجوز الهند المبشور لتكثيف النكهة. أدى ساحل ولاية كيرالا الطويل والعديد من الأنهار إلى صناعة صيد أسماك قوية في الولاية ، مما يجعل المأكولات البحرية جزءًا شائعًا من الوجبة. تشكل الأطعمة النشوية مثل الأرز والتابيوكا الجزء الرئيسي من الطعام الأساسي في ولاية كيرالا. نظرًا لكونها منطقة رئيسية لزراعة التوابل والتجارة لآلاف السنين ، فإن التوابل مثل الفلفل الأسود والهيل والقرنفل والزنجبيل والكمون والقرفة تجد استخدامًا واسعًا في مطبخ ولاية كيرالا. ولاية كيرالا السادية ، مأدبة نباتية معدة للمهرجانات والاحتفالات. وجبة احتفالية تتكون من الأرز مع حوالي 20 نوعًا مختلفًا من الحلوى والحلويات ، يتم تناولها عادةً في الاحتفالات مثل الزيجات ، أونام، فيشو، إلخ ، ويتم تقديمها على أوراق الموز.
يأكل معظم الهندوس في ولاية كيرالا ، باستثناء مجتمع براهمين، الأسماك والدجاج ولحم البقر ولحم الخنزير والبيض ولحم الضأن. يشتهر البراهمين بمطبخهم النباتي ، وخاصة أنواع السامبار والرسام . يُعتقد أن يخنة الخضار السميكة المشهورة في جنوب ووسط الهند تسمى أفيال قد نشأت في جنوب ولاية كيرالا. يعتبر طبق الطيور ، الذي يتم تناوله على نطاق واسع في الولاية، طبقًا نباتيًا مهمًا في ولاية كيرالا ساديا . في معظم منازل ولاية كيرالا تتكون الوجبة النموذجية من الأرز الذي يتم تقديمه مع الخضار والأسماك أو أطباق اللحوم. لديها ولاية كيرالا أيضا مجموعة متنوعة من أطباق الإفطار مثل اديلي، دوسا، ابام، بوتو ، باروتا وباثيري سامبر، صلصة جوز الهند، ميوتا الكاري (البيض الكاري)، كدلا (الحمص) الكاري، البازلاء الخضراء، كاري الدجاج، كاري لحوم البقر ولحم الضأن بالكاري.
المجتمع المسلم في ولاية كيرالا بين المأكولات العربية والشمالية الهندية ومأكولات ساحل مليبار الأصلية، باستخدام الدجاج والبيض ولحم البقر ولحم الضأن. تالاسيري برياني هو البديل الوحيد من البرياني ، وهو من أصل كيرالا وقد نشأ في تالاسيري، في منطقة مليبار. يختلف الطبق اختلافًا كبيرًا عن أنواع البرياني الأخرى.  وجبات خفيفة مثل مليئة بالفاكهة ومثل بري- مصنوعة من الخبز والبيض والحليب ومصالحة بسيطة ، وتحضيرات الإفطار مثل ثاري كانجي (دجاج مبشور)، بيدي - إعداد فطائر الأرز مغموسة في مرق، إيراشي باثيري، شاتي باثيري، مين باثيري، نيريا باثيري، كانو فيشا باتيري - أصناف روتي عادة ما تكون مصنوعة من مسحوق الأرز ، أطباق مثل كاري كاي وما إلى ذلك ، هي أيضًا مساهمات المجتمع المسلم في مطبخ ولاية كيرالا الواسع.

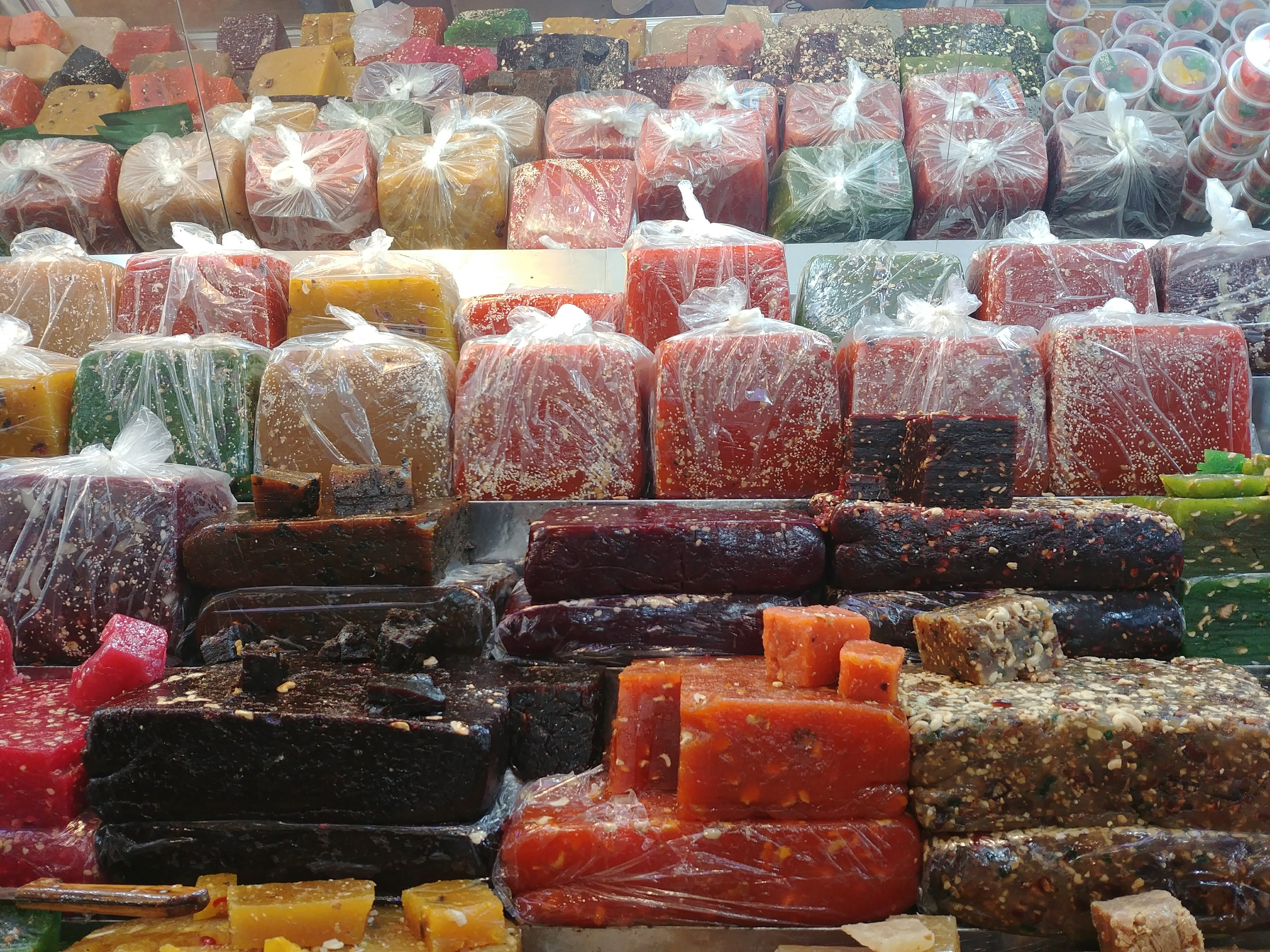
حلوى كوريكود، من أشهر الأطباق في ولاية كيرالا

تشتهر منطقة باثانامثيتا بالكاري والأسماك والرالان. يعتبر أبام جنبًا إلى جنب مع النبيذ والكاري من البط ولحم الخنزير ولحم البقر المقدد أمرًا شائعًا بين المسيحيين السوريين في وسط ولاية كيرالا.
الحلاوة الطحينية هي واحدة من الحلويات الأكثر شيوعًا أو التي يسهل التعرف عليها في المخابز في جميع أنحاء ولاية كيرالا ، وتشتهر كوريكود بحلوياتها الفريدة والغريبة ، والتي تُعرف شعبياً باسم Kozhikodan haluva اعتاد الأوروبيون على تسمية الطبق بـ «لحم حلو» بسبب قوامه ، وشارع في كوريكود أصبح يسمى شارع سويت ميت أثناء الحكم الاستعماري. تُصنع حلاوة كوريكودان في الغالب من طحينة مايدا (قمح مكرر للغاية)، وتأتي بنكهات مختلفة ، مثل الموز أو السمن أو جوز الهند. ومع ذلك، هليوفا كروتا(هليوفا أسود) مصنوعة من الأرز هو أيضا بشعبية كبيرة. تشتهر العديد من العائلات المسلمة في المنطقة بحلاوة الكاروثا التقليدية.

### لداخ

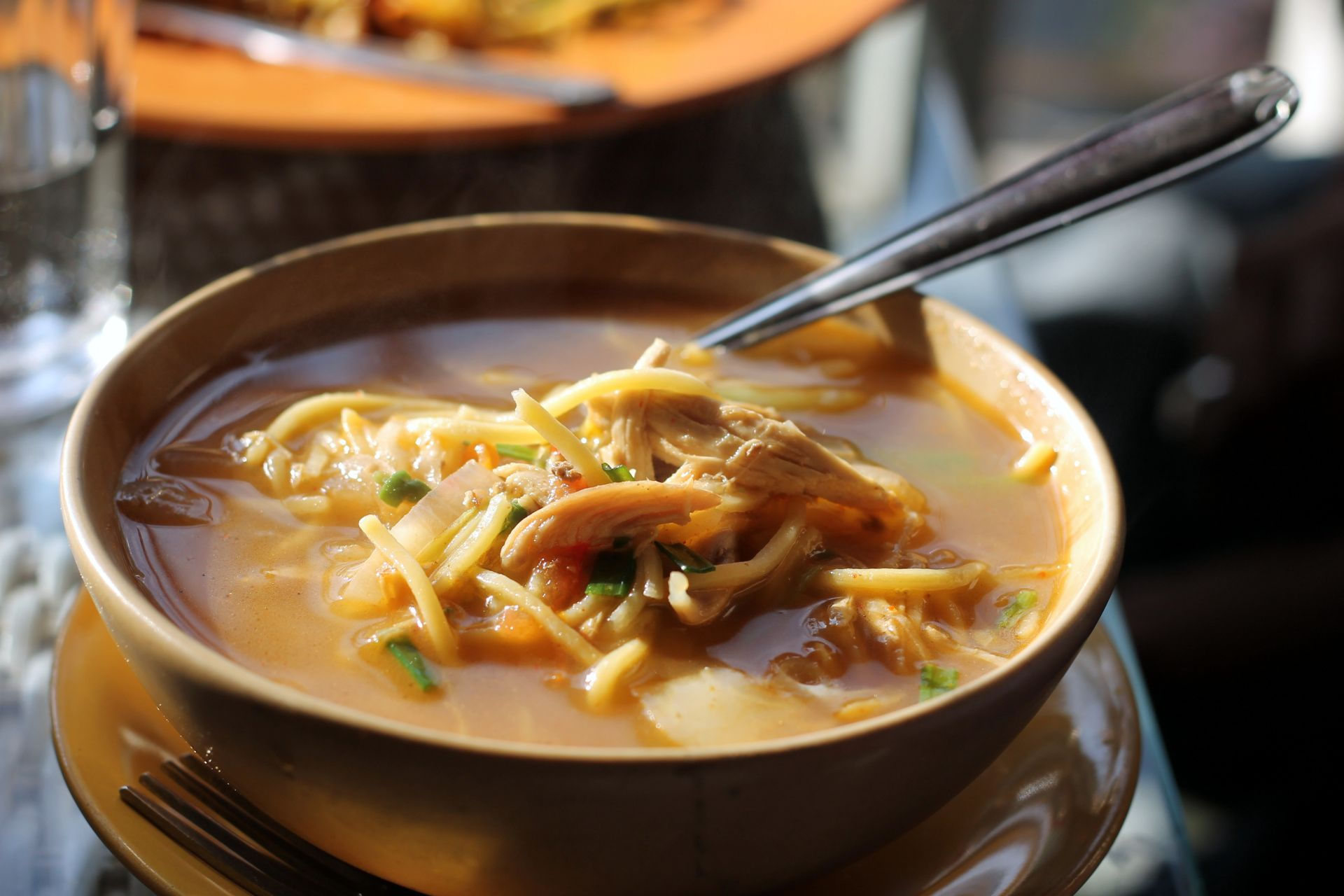
تحظى Thukpa بشعبية في Ladakh وهيماشال براديش وشمال شرق الهند.

يأتي مطبخ لداخ من منطقتي لياه وكراغيل في إقليم لداخ. يشترك طعام لداخ كثيرًا مع الطعام التبتي، وأبرز الأطعمة هي (حساء المعكرونة) وتسامبا، والمعروفان في لداخ باسم نجامبي (دقيق الشعير المحمص). صالحة للأكل بدون طهي، تسامبا تقدم طعام مفيد للرحلات.
تشمل أطباق لداخ بدقة سكيو و شوتجي، وكلاهما من أطباق المعكرونة الغنية والغنية بالحساء ، ويتم صنع سكيو من الخضروات الجذرية واللحوم، و شيتوجي مع الخضار الورقية والخضروات. مع تحرك لاداك نحو اقتصاد قائم على النقد ، أصبحت الأطعمة من سهول الهند أكثر شيوعًا.
كما هو الحال في أجزاء أخرى من آسيا الوسطى ، يُصنع الشاي في لاداخ تقليديًا من الشاي الأخضر القوي والزبدة والملح. يتم مزجه في زبد كبير ويعرف باسم gurgur cha ، بعد الصوت الذي يصدره عند مزجه. الشاي الحلو (تشا نجارمو) شائع الآن ، مصنوع على الطريقة الهندية مع الحليب والسكر. يتم تخمير معظم فائض الشعير الناتج إلى تشانغ ، وهو مشروب كحولي يشرب خاصة في المناسبات الاحتفالية.

### لاكشادويب
يتميز مطبخ لاكشادويب بشكل بارز بالمأكولات البحرية وجوز الهند. يتكون الطعام المحلي من أطباق نباتية وغير نباتية حارة.
إن تأثير الطهي في ولاية كيرالا واضح تمامًا في مطابخ لاكشادويب ، حيث تقع الجزيرة بالقرب من ولاية كيرالا. يعمل جوز الهند وأسماك البحر كأساس لمعظم الوجبات.
يشرب سكان لاكشادويب كميات كبيرة من ماء جوز الهند، وهو أكثر المشروبات الغازية وفرة في الجزيرة. حليب جوز الهند هو الأساس لمعظم أنواع الكاري. تحتوي جميع الأطباق الحلوة أو المالحة على لمسة من توابل مليبار الشهيرة. يفضل السكان المحليون أيضا أن يكون دوسة، إيدليس، وأطباق الأرز المختلفة.

### ماهاراشترا

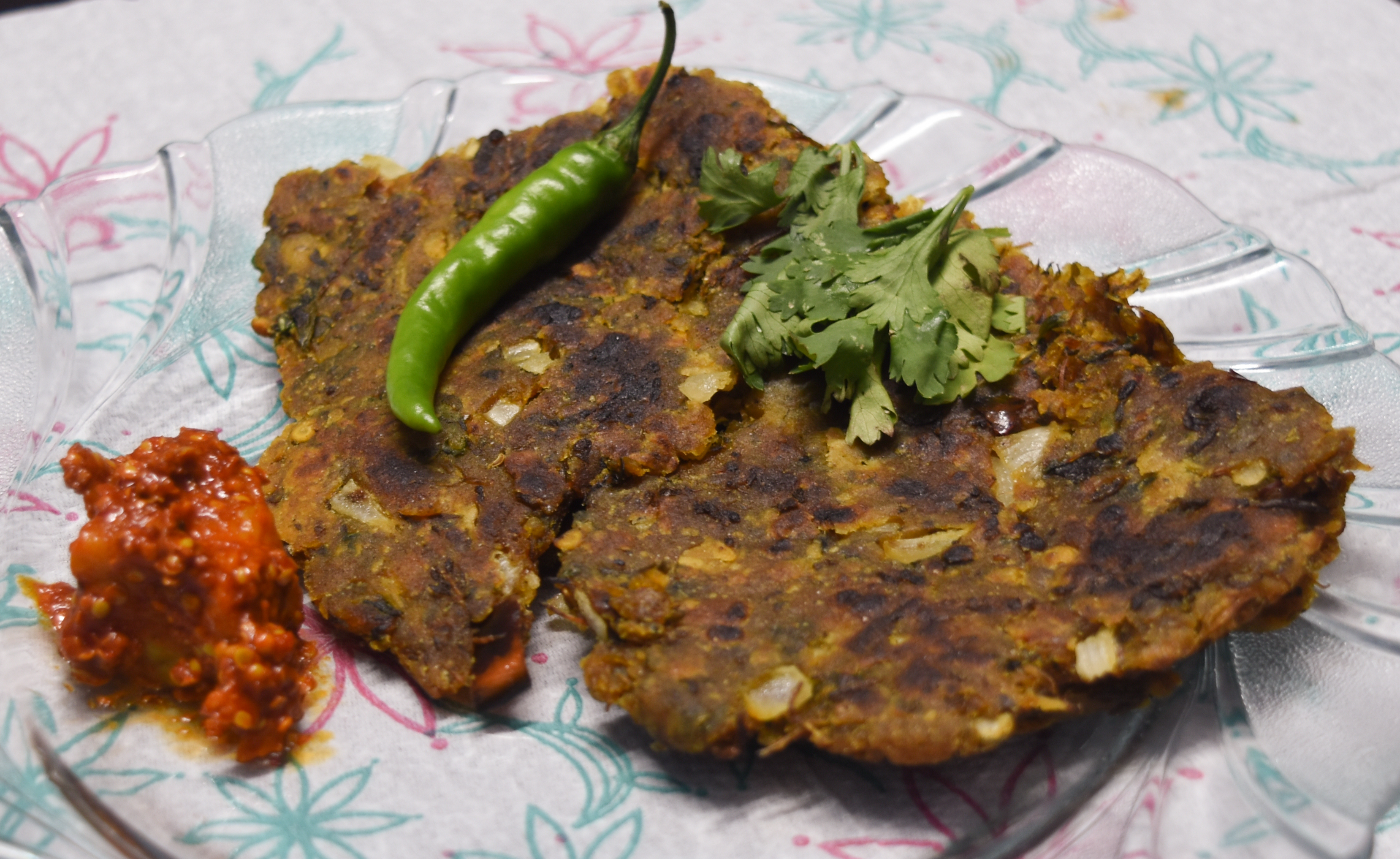
ثالبيث بأسلوب ماهاراشترا

مطبخ ماهاراشترا هو توازن شامل للعديد من الأذواق المختلفة. يتضمن مجموعة من الأطباق من المذاقات الخفيفة إلى الحارة للغاية. تشكل الباجري والقمح والأرز والجوار والخضروات والعدس والفاكهة مكونات مهمة في نظام ماهاراشترا الغذائي.
تشمل الأطباق الشعبية بوران بولي، وأوكديتش موداك ، وباتا وادا، وسابودانا خيشدي ‏، ومصالحة بهات،  باف باجي، وودا باف . عادة ما يتم تناول الأرز بوها أو الأرز المسطح في وجبة الإفطار. كاندا بوها  و aloo poha  هي بعض الأطباق المطبوخة على الإفطار والوجبات الخفيفة في المساء.
تشمل أطباق اللحوم الحارة الشعبية تلك التي نشأت في منطقة كولهابور. هذه هي لحم الضأن كولهابوري سكا  بندرا راسا ،  وتابمدا راسا . شريخاند ، طبق حلو مصنوع من اللبن الزبادي، هو الحلوى الرئيسية لمطبخ ماهاراشترا.

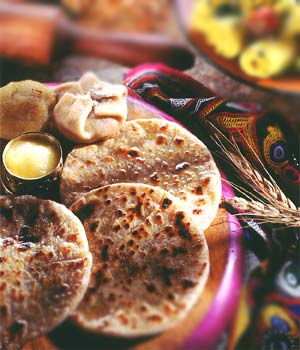
بوران بولي

يمكن تقسيم مطبخ ولاية ماهاراشترا إلى قسمين رئيسيين ، الجزء الساحلي والداخلي. في كونكان، على ساحل بحر العرب، لديها نوع خاص بها من المأكولات، وهو مزيج متجانس من مالفان ، الجود ساراسوات براهمة، والمطبخ الجواني. في المناطق الداخلية من ولاية ماهاراشترا، باشيم ماهاراشترا، فيداربا وماراثوادا المناطق لديها المأكولات المتميزة الخاصة بها.
يستخدم مطبخ فدرابا الفول السوداني وبذور الخشخاش والجاغري والقمح والجوار والباجرا على نطاق واسع. وتتكون وجبة نموذجية من الأرز و روتي ، بولي ، أو جونكا ، جنبا إلى جنب مع فاران  والخضروات متبل. الطهي شائع مع أنواع مختلفة من الزيت.
مثل الدول الساحلية الأخرى ، توجد مجموعة كبيرة ومتنوعة من الخضروات والأسماك وجوز الهند ، حيث تكون مكونات شائعة. غالبًا ما يتم تقديم الفول السوداني والكاجو مع الخضار. يُستخدم جوز الهند المبشور لإضفاء نكهة على العديد من الأطباق ، لكن زيت جوز الهند لا يستخدم على نطاق واسع ؛ يفضل زيت الفول السوداني.
كوكوم ، الأكثر شيوعًا يتم تقديمه مبردًا ، في مقبلات هضمية تسمى سول كادي ‏ ، منتشر. خلال فصل الصيف ، يستهلك سكان ولاية ماهاراشترا مشروبًا مصنوعًا من المانجو الخام.

### الملواني

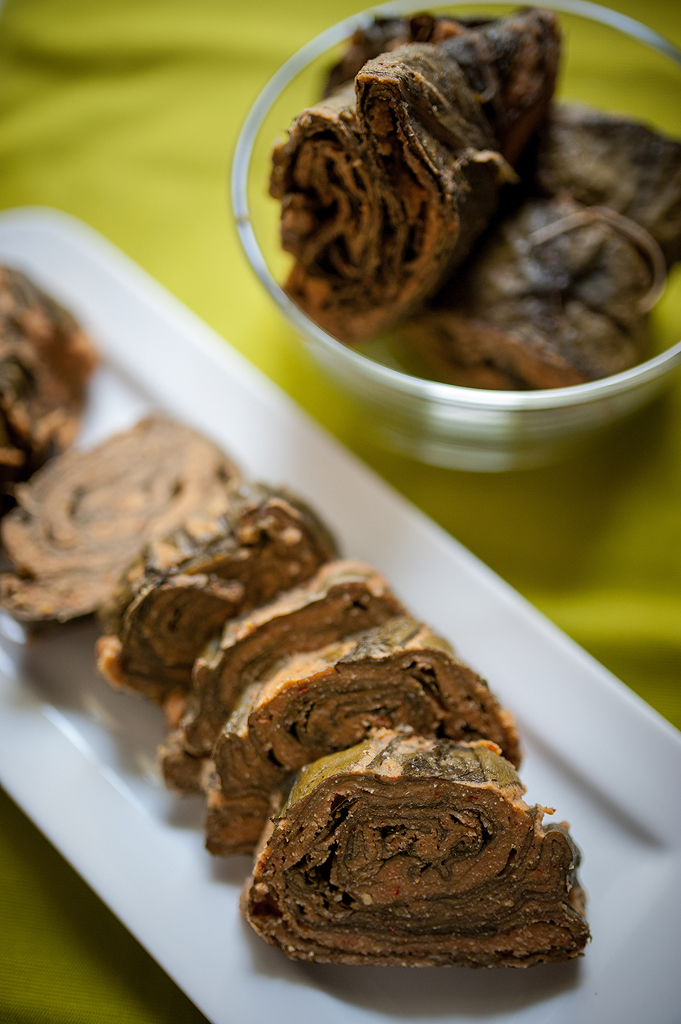
باترادو (أوراق القلقاس المطبوخة على البخار)

يعد مطبخ ملواني من تخصصات المنطقة الاستوائية التي تمتد من شاطئ ديفجاد إلى حدود ولاية ماهاراشتريا الجنوبية مع غوا. يأتي الطعم والنكهة الفريدة لمطبخ ملواني من ملواني مصالحة واستخدام جوز الهند وكوكام .
الأطعمة الأساسية هي الأرز والأسماك. أنواع مختلفة من الأسماك الحمراء والخضراء والقريدس وسرطان البحر والمحار بالكاري (وتسمى أيضًا مشاش صار في لغة ملواني معروفة جيدًا ، جنبًا إلى جنب مع كومبادي (الدجاج) واد ولحم الضأن على طريقة ملواني. الموهاري لحم الضأن هي أيضًا واحدة من الأطباق الشهية المميزة لمطبخ ملواني.
كل هذه الأسماك متوفرة في صورة مجففة ، بما في ذلك القريدس، والتي تعرف باسم القرم . يتم أيضًا تحضير الكاري المحلي والشاتاني بالأسماك المجففة.
أنواع مختلفة من الخبز والأرز والفطائر إضافة إلى مجموعة متنوعة من المأكولات ملواني وتشمل تندلاتشي بهاكاري،  غوان، أمبولي،  باتوليو ، ابام، تندالاتشي وشافاي (المعكرونة الأرز). يمكن تناول خبز الأرز هذا بنكهة خاصة مع حليب جوز الهند وكاري السمك والدجاج أو لحم الضأن بالكاري
القاضي الوحيد المصنوع من الكوكام وحليب جوز الهند هو مشروب مقبلات مميز. بالنسبة للنباتيين، تشمل أطايب مالواني الشهية اللوتشي باجي، الوشي غاثايا، كالايا واتانياشا، وسمبارا (يخنة الجرام الأسود).
تشمل الحلويات والحلويات أوكاديش موداك،  ملاواني خاج، خاداكاهدي كونديش لادو، شيغدانياش لادو، تندالتشي خير، وتندلاتشي شافاي آني راس (بنكهة خاصة مع حليب جوز الهند).

### مانيبور

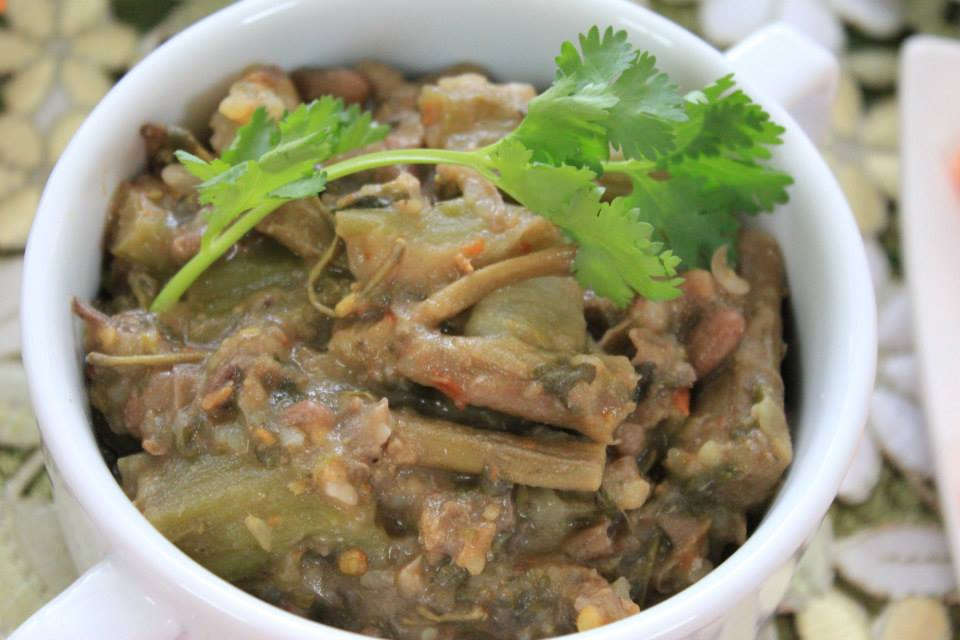
إرومبا ، نباتي هنا ، هو طبق مانيبوري مشهور.

مانيبور ويمثل المطبخ من أطباق من الناس مايتاي الذين يشكلون غالبية السكان في السهول الوسطى. طعام السكر بسيط، لذيذ عضوي وصحي. يشكل الأرز مع الخضار الموسمية المحلية والأسماك النظام الغذائي الرئيسي.
يتم طهي معظم الأطباق مثل يخنة الخضار، إما بنكهة الأسماك المخمرة التي تسمى نجاري، أو الأسماك المجففة والمدخنة.
أشهر طبق مانيبوري هو إيرومبا، وهو عبارة عن تحضير خضروات مسلوقة ومهروسة، غالبًا ما تشمل الجزر أو البطاطس أو الفاصوليا الممزوجة بالفلفل الحار والأسماك المخمرة المحمصة.
طبق آخر شهير هو الكعكة اللذيذة المسماة باكنام، المصنوعة من دقيق العدس المحشو بمكونات مختلفة مثل أزهار الموز والفطر والأسماك والخضروات وما إلى ذلك، والمخبوزات المغطاة بأوراق الكركم.
إلى جانب الأطباق الحارة، غالبًا ما يتم تقديم طبق جانبي معتدل من الخضار الحلوة المطبوخة على البخار أو المسلوقة في الوجبات اليومية. طبق سلطة مانيبوري المسمى سينجو، المصنوع من الكرنب الصغير والبابايا الخضراء والخضروات الأخرى ، ومزين بالأعشاب المحلية، ومسحوق السمسم المحمص ودقيق العدس يحظى بشعبية كبيرة محليًا، وغالبًا ما يتم بيعه في الباعة المتجولين الصغار
وغالبا ما خدم سنجيو مع بورا، والتي هي الفطائر من أنواع مختلفة، وأيضا كانجيهو، أو الخضار المقلية حار للنفط. فول الصويا المطبوخ والمخمّر هو بهار شائع في جميع مطابخ مانيبوري.
يتكون النظام الغذائي الأساسي لمانيبور من الأرز والأسماك وأنواع كبيرة من الخضار الورقية (المائية والبرية). يقوم المانيبور عادة بتربية الخضار في حديقة المطبخ وتربية الأسماك في أحواض صغيرة حول منزلهم. نظرًا لأن الخضروات تُزرع إما في المنزل أو يتم الحصول عليها من السوق المحلي ، فإن المأكولات موسمية للغاية ، ولكل موسم خضرواته الخاصة ومستحضراته.
يختلف الطعم اختلافًا كبيرًا عن المأكولات الهندية الرئيسية بسبب استخدام العديد من الأعشاب العطرية والجذور الخاصة بالمنطقة. ومع ذلك، فهي تشبه إلى حد كبير مطابخ جنوب شرق وشرق ووسط آسيا وسيبيريا وميكرونيزيا وبولينيزيا.

### ميغالايا

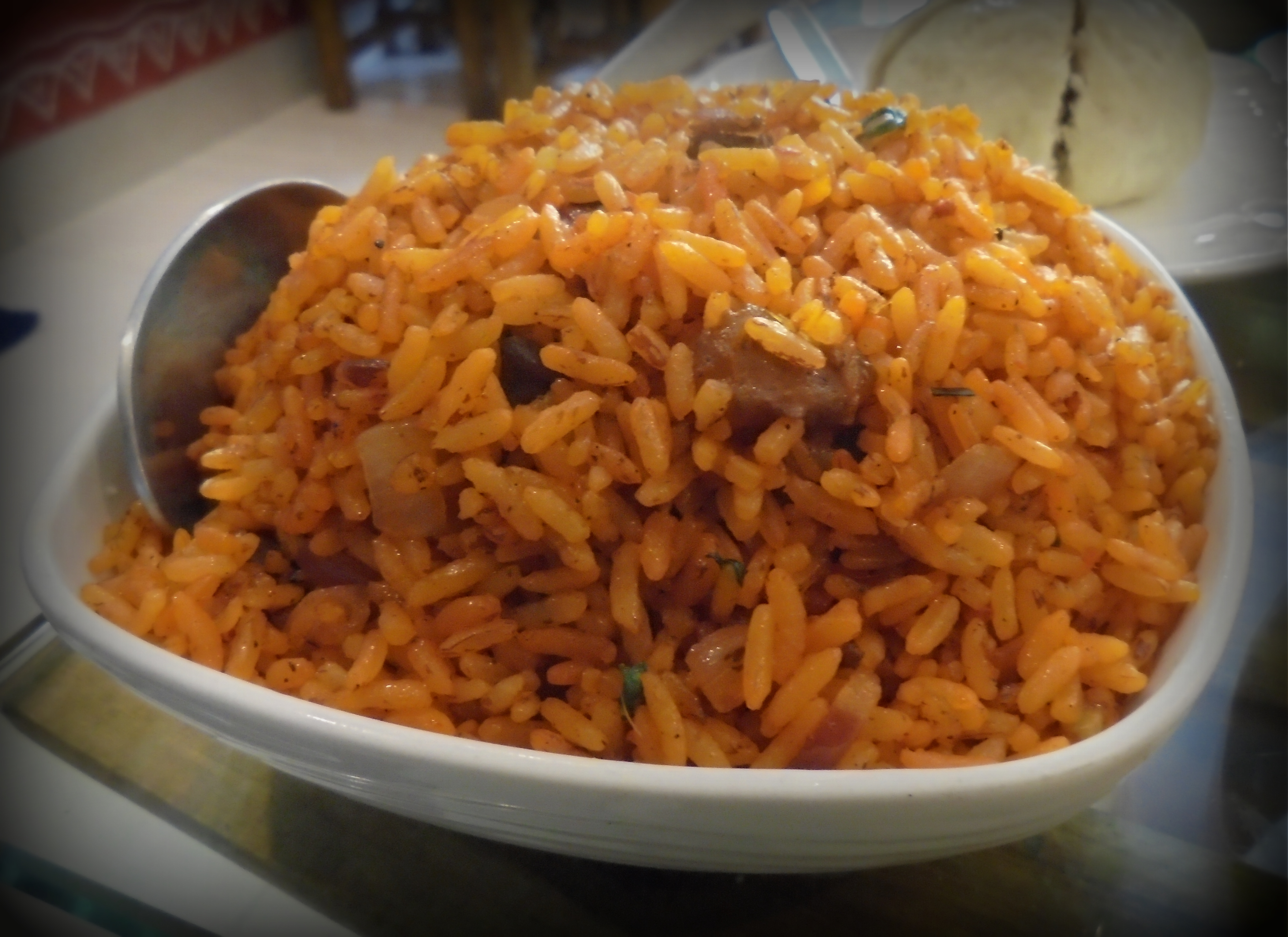
Jadoh مع لحم الضأن هي من سمات Meghalayan المطبخ.

مطبخ ميغالايان فريد من نوعه ومختلف عن الولايات الهندية الشمالية الشرقية الأخرى. اللحوم المتبلة شائعة، من الماعز والخنازير والطيور والبط والدجاج والأبقار. في الكازية والمناطق جانتي هيلز، وتشمل الأطعمة الشائعة جاده، كي جنة الانتخابات العامة، تونغ ريمباي،  ومخلل براعم الخيزران.
مثل القبائل الأخرى في الشمال الشرقي، يقوم Garos بتخمير بيرة الأرز، والتي يستهلكونها في الطقوس الدينية والاحتفالات العلمانية.

### ميزورام
يختلف مطبخ ميزورام عن مطبخ معظم الهند ، على الرغم من أنه يشترك في خصائصه مع مناطق أخرى في شمال شرق الهند وشمال الهند.
الأرز هو الغذاء الأساسي لميزورام ، بينما يحب ميزو إضافة مكونات غير نباتية في كل طبق. تعتبر الأسماك والدجاج ولحم الخنزير ولحم البقر من اللحوم الشعبية بين ميزو. تقدم الأطباق على أوراق الموز الطازجة. يتم طهي معظم الأطباق في زيت الخردل.
تميل الوجبات إلى أن تكون أقل حارة مما هي عليه في معظم أنحاء الهند. تحب ميزو أكل الخضار المسلوقة مع الأرز. طبق شعبية باى، مصنوعة من الغليان الخضروات (السبانخ والباذنجان والفاصوليا، وغيرها من الخضروات الورقية) مع بيكانغ (المخمرة فول الصويا) أو ساام، وخدم المخمرة شحم الخنزير مع الأرز. سوشير هو طبق شائع آخر، مصنوع من الأرز ومطبوخ مع لحم الخنزير أو الدجاج.

### ناجالاند

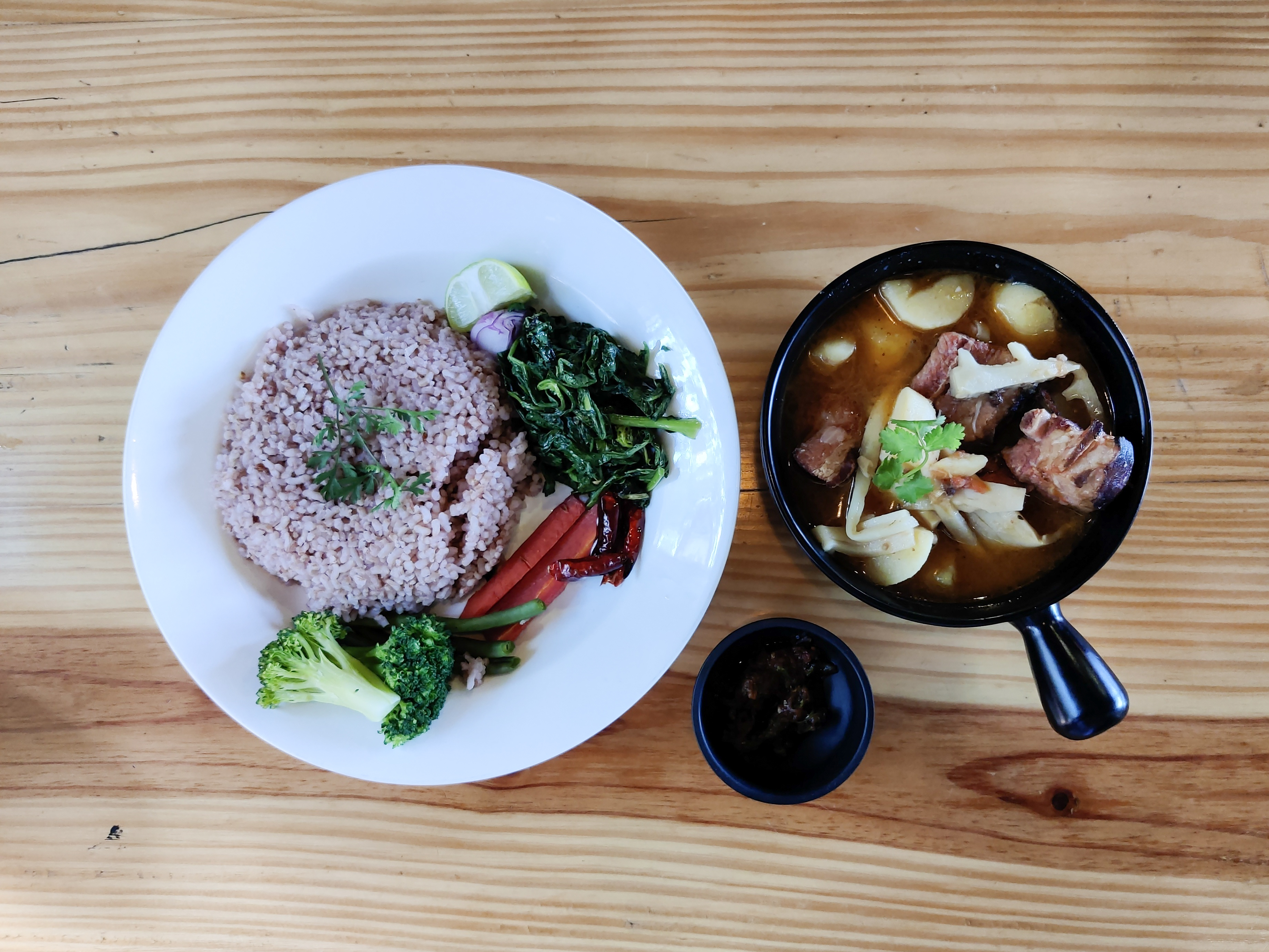
ضلوع لحم الخنزير المدخن على طريقة النجا مع براعم الخيزران والأرز

يعكس مطبخ ناجالاند مطبخ شعب ناغا. تشتهر بلحوم الخنزير الغريبة المطبوخة بمكونات بسيطة ولذيذة،  مثل فلفل ناغا جولوكي (شبح الفلفل الحار) الحار للغاية، وبراعم الخيزران المخمرة، وأخوني (فول الصويا المخمر). عنصر آخر فريد وقوي يستخدمه شعب النجا هو الأسماك المخمرة المعروفة باسم نجاري .
كما تظهر الأعشاب الطازجة والخضراوات المحلية الأخرى بشكل بارز في مطبخ النجا. يستخدم النجا الزيت باعتدال ، مفضلين تخمير اللحوم والأسماك وتجفيفها وتدخينها.
تحتوي المنازل التقليدية في ناجالاند على مطابخ خارجية تعمل كمدخن.
تتكون الوجبة النموذجية من الأرز واللحوم والصلصة واثنين من أطباق الخضار المطبوخة أو المطبوخة على البخار ، بنكهة نجاري أو أخوني. تتكون الحلويات عادة من الفواكه الطازجة.

### أوديشا

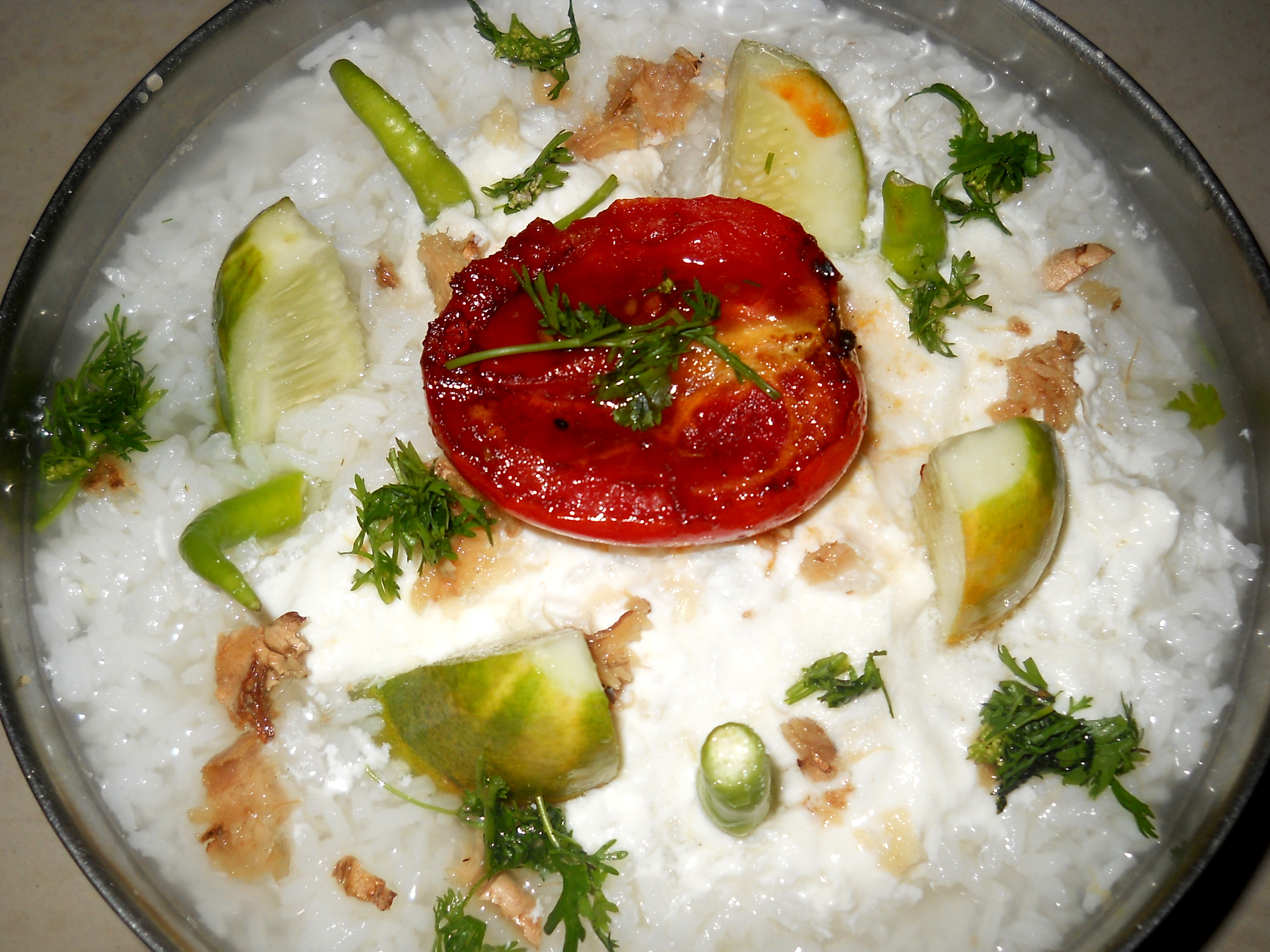
باخايا الساخنة، جيرة (الكمون) باخايا، باسيل (قديمة) الأرز، DHAI (اللبن الرائب) باخايا تحظى بشعبية في المناطق الريفية في أوديشا.

يعتمد مطبخ أوديشا بشكل كبير على المكونات المحلية. عادة ما تكون النكهات خفية ومتبلة بدقة. تحظى الأسماك والمأكولات البحرية الأخرى ، مثل السلطعون والروبيان ، بشعبية كبيرة ، كما يتم تناول الدجاج ولحم الضأن.
يستخدم بانش فوتانا ، وهو مزيج من الكمون والخردل والشمر والحلبة والكالونجي (نيجيلا)، على نطاق واسع في توابل الخضار والكالون ،  بينما يشيع استخدام كرم مصالحة والكركم في أطباق الكاري القائمة على اللحوم.
باخالا ، طبق مصنوع من الأرز والماء والضاحي (الزبادي) يتم تخميره طوال الليل ، يحظى بشعبية كبيرة في الصيف في المناطق الريفية. الأورياس مغرمون جدًا بالحلويات ، لذا تتبع الحلوى معظم الوجبات.
يدعي كل من أوديشا والبنغال الغربية المجاورة أنهما أصل الراسغولا، ولكل ولاية مؤشر جغرافي لتنوعها الإقليمي من الحلوى.

### بودوتشيري
كانت منطقة اتحاد بودوتشيري مستعمرة فرنسية لما يقرب من 200 عام، مما جعل المطبخ الفرنسي له تأثير قوي على المنطقة. يتم تناول المأكولات التاميلية من قبل أغلبية التاميل في الإقليم. يظهر تأثير المناطق المجاورة ، مثل أندرا براديش وكيرالا ، أيضًا في مطبخ الإقليم.
تشمل بعض الأطباق المفضلة كاري جوز الهند، وبطاطس التندوري، وفول الصويا، وبودانلانغكاي (صلصة القرع الأفعى)،  والخضروات بالكاري، والملفوف المحشو، والفاصوليا المطبوخة.

### البنجاب

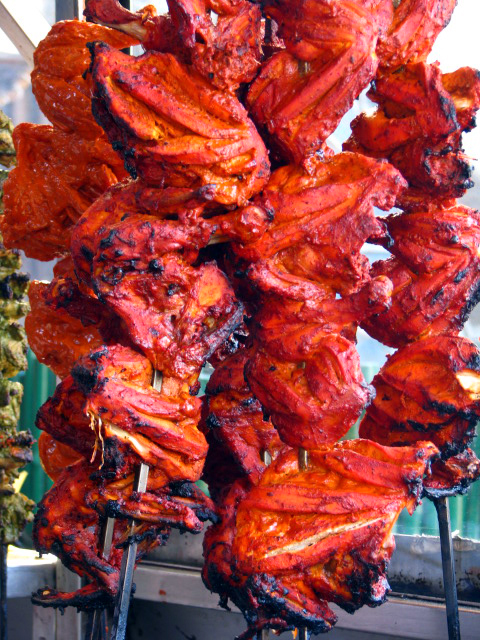
دجاج التندوري هو طبق مشوي شهير في البنجاب.

يشتهر مطبخ البنجاب بمجموعة متنوعة من الأطباق. يرتبط ارتباطًا وثيقًا بمطبخ مقاطعة البنجاب المجاورة في باكستان.
الدولة ، كونها مركزا زراعيا، تزخر بالحبوب الكاملة والخضروات والفواكه. يمكن أن تختلف المأكولات البنجابية المطبوخة في المنزل والمطعم بشكل كبير.
يركز الطبخ البنجابي على طراز المطاعم على الأطعمة ذات القوام الكريمي باستخدام السمن والزبدة والقشدة، بينما تتمحور الوجبات المطبوخة في المنزل حول القمح الكامل والأرز والمكونات الأخرى المنكهة بأنواع مختلفة من المصالحة.
الأطباق الشائعة المطبوخة في المنزل هي الروتي مع الدال والضاحي (الزبادي) مع الصلصة الجانبية والسلطة التي تشمل البصل النيء والطماطم والخيار وما إلى ذلك.
الوجبات غنية أيضًا بالخضروات المحلية والموسمية التي يتم تقليبها عادةً مع التوابل مثل الكمون والكزبرة المجففة ومسحوق الفلفل الأحمر والكركم والقرنفل الأسود ، إلخ. شاي مصالحة هو مشروب مفضل ويتم تناوله في الحياة اليومية وفي المناسبات الخاصة.
تتكون مصالحة في طبق بنجابي تقليديًا من البصل والثوم والزنجبيل والكمون و كرم مصالحة والملح والكركم والطماطم سوتيه في زيت الخردل. طعام التندوري هو تخصص بنجابي. أطباق مثل بهاتي دا مورغ المعروف أيضا باسم دجاج تندوري،  الدجاج هاريالي كباب، الأشعري بانير تكا، دجاج تيكا اجويني الأسماك بعض الأطعمة تندوري شعبية من ولاية البنجاب.

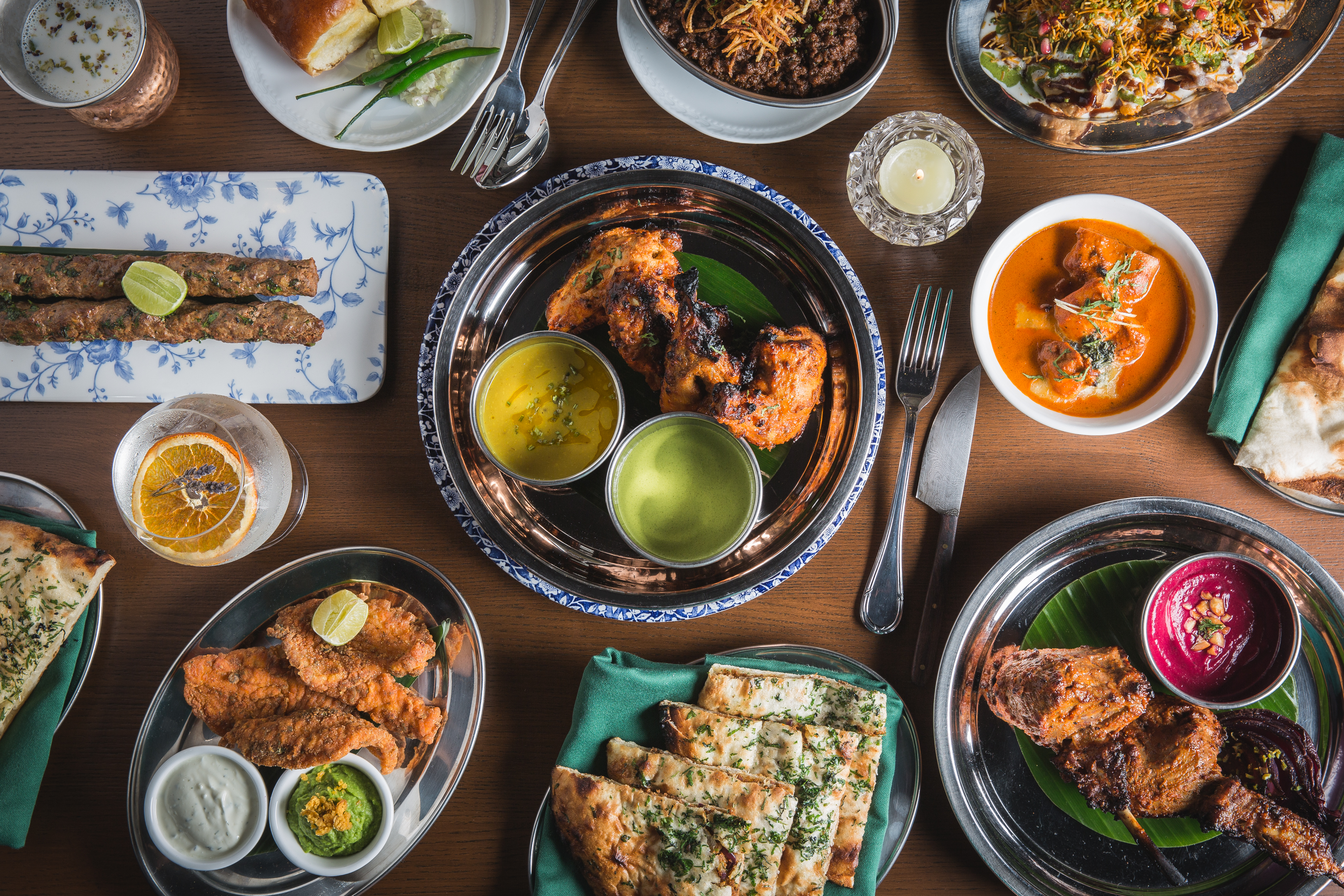
طبق بنجابي.

أطباق اللحوم الشائعة في هذه المنطقة هي طبق الكاري (الماعز) وأطباق السمك. يتم الاستمتاع بمنتجات الألبان بانتظام وعادة ما تكون مصاحبة للوجبات الرئيسية على شكل ضاحي وحليب ومنتجات مشتقة من الحليب مثل اللاسي والبانير وغير ذلك.
يوجد في البنجاب عدد كبير من الأشخاص الذين يتبعون ديانة السيخ والذين يتبعون تقليديًا نظامًا غذائيًا نباتيًا (يتضمن الأطعمة المشتقة من النباتات والحليب ومنتجات الألبان. انظر النظام الغذائي في السيخية) وفقًا لمعتقداتهم.
لا يوجد وصف من المأكولات البنجابية كاملة دون عدد لا يحصى من الحلويات الشهيرة، مثل الخير ، الغجر كا الحلوى ، سووجي (كريم من القمح) الحلوى، راس ملاي، جلاب جامون و زلابية . معظم الحلويات مصنوعة من السمن أو منتجات الألبان ، وتستخدم المكسرات مثل اللوز والجوز والفستق والكاجو والزبيب.
العديد من العناصر الأكثر شعبية في المطبخ الأنجلو-هندي، مثل أطعمة التندوري ونان والباكورا وأطباق الخضار مع البانير، مشتقة من أنماط البنجابية.
يحظى الطعام البنجابي بشعبية كبيرة في العالم لنكهاته وتوابله واستخداماته المتنوعة، ولذا فهو أحد أشهر المأكولات في شبه القارة. أخيرًا وليس آخرًا، توجد فتحة تشول بهاتور  المشهورة في جميع أنحاء شمال الهند.

## أشهر المأكولات الهندية
خبز النان الهندي، كباب هندي، دوبيازة، بيتزا بخبز البوراثا الهندي، خبز البوري الهندي، دجاج تكا الهندي، برياني هندي، دجاج فيندالو الهندي.

## معرض صور

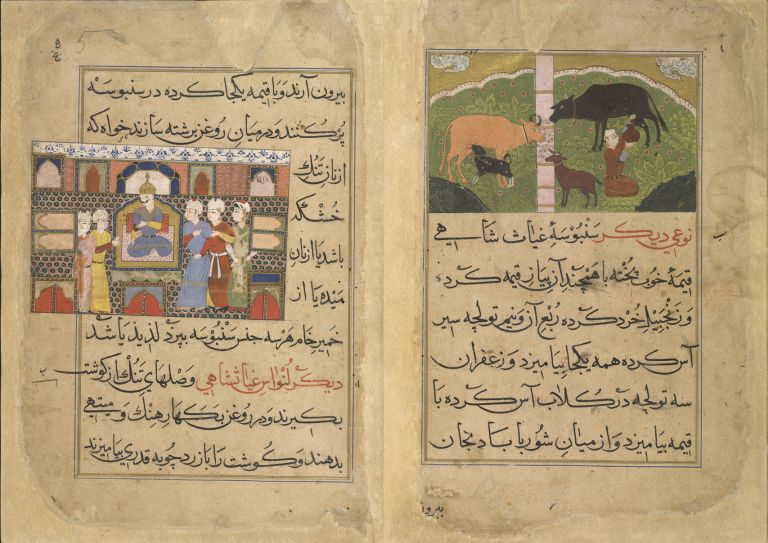
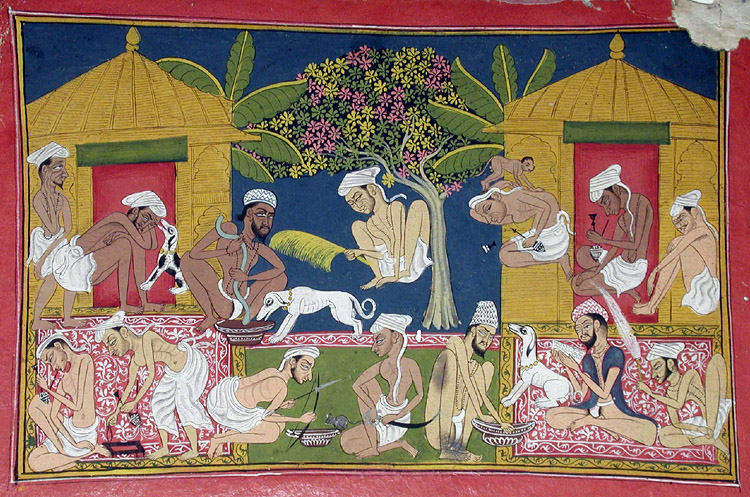
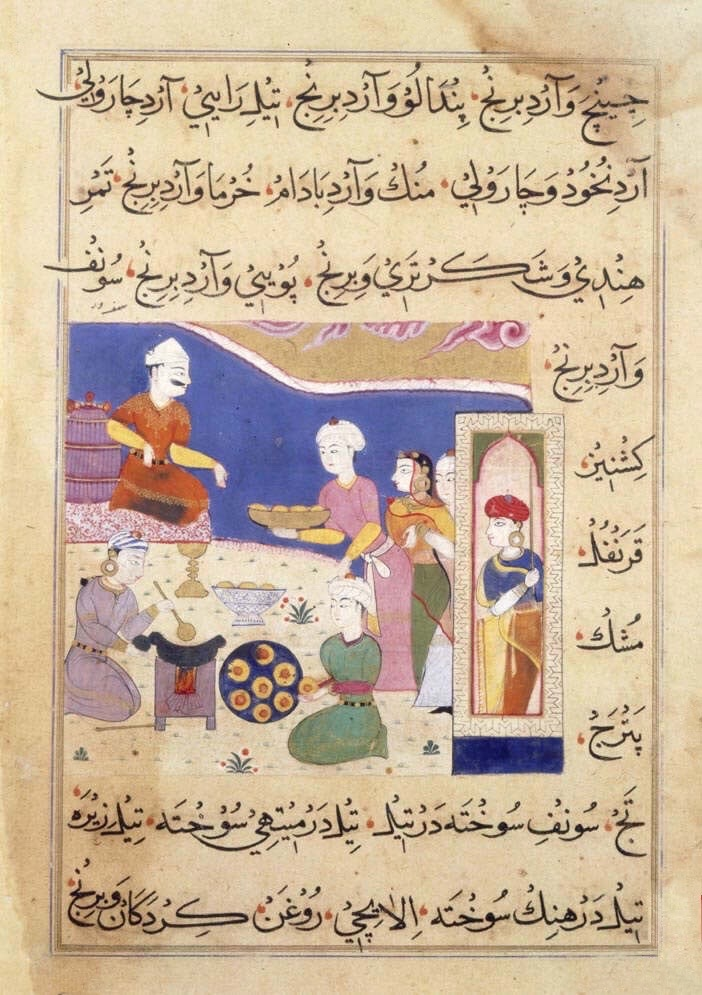